# Risques sanitaires induits par le tatouage
Par définition et parce qu'il implique une « effraction cutanée », le tatouage n'est pas une opération anodine sur le plan des risques sanitaires.

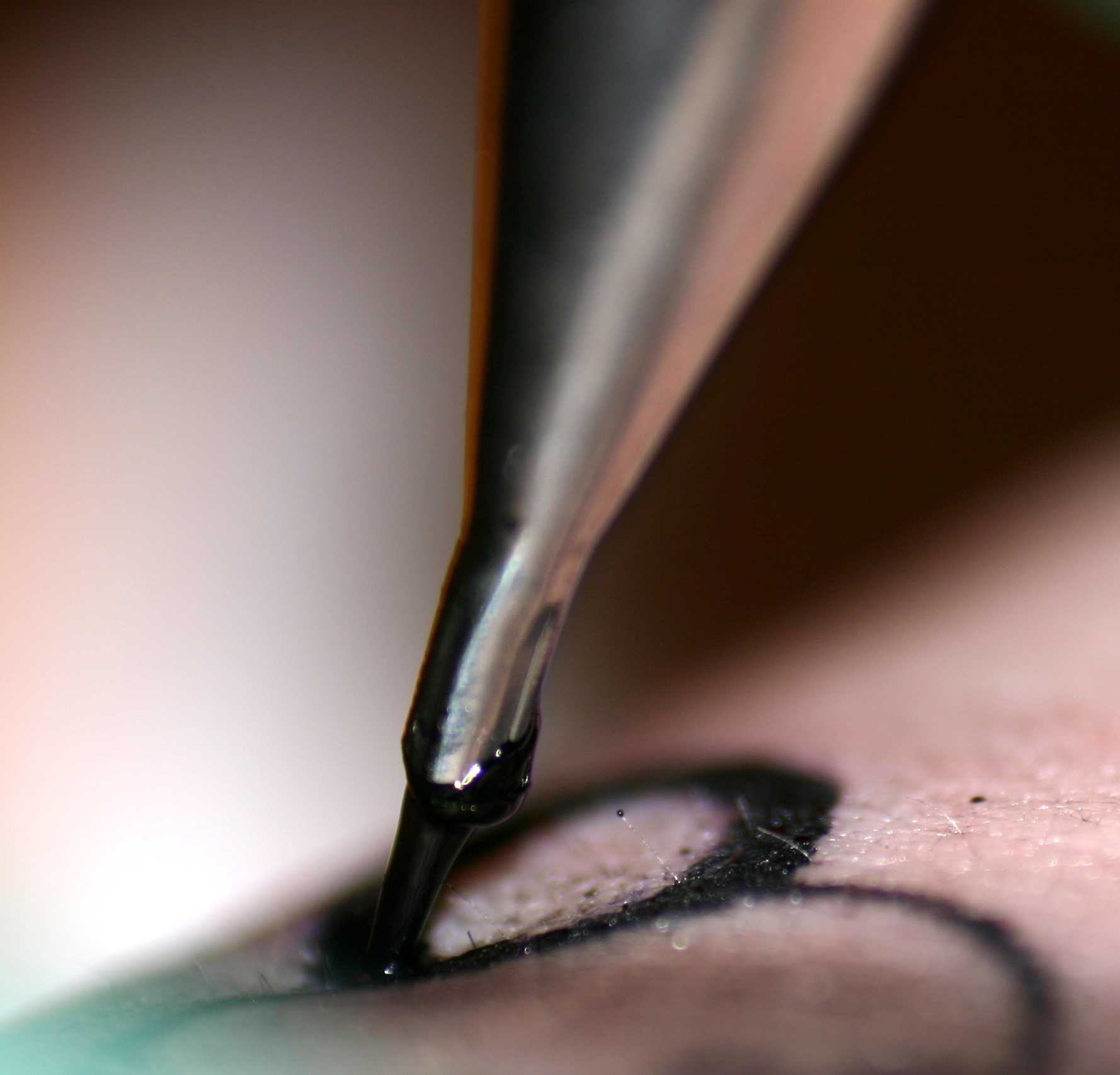
Les aiguilles du tatoueur traversent l'épiderme pour atteindre le derme et y déposer des pigments noirs et/ou colorés. Les traits fins sont faits au moyen d'une aiguille unique, alors que les à plats noirs ou colorés sont déposés au moyen d'un dermographe à aiguilles multiples. La pénétration répétée des aiguilles enduites de pigments est source d'inflammation de la partie profonde de la peau, et de risque d'infection si l'aiguille, la peau et l'encre et le matériel de tatouage présentent des défauts d'asepsie. Chez certaines personnes, plusieurs colorants ou additifs sont également source d'allergies et d'inflammations parfois graves

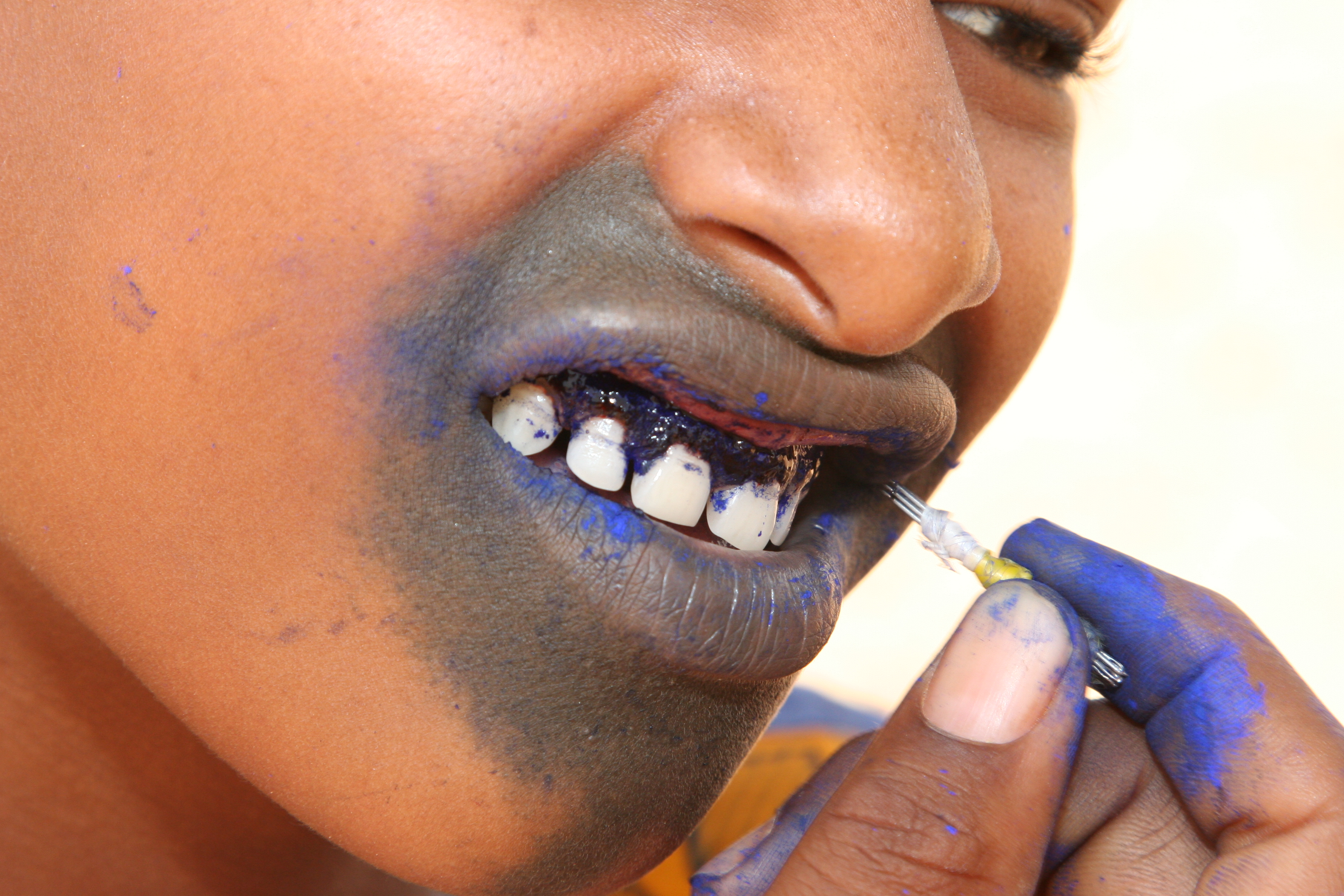
Une jeune femme du peuple Peul, se tatoue les gencives au moyen d'aiguilles de couture. Cette pratique, courante chez les Peuls/Fulanis est pratiquée dès la puberté pour la lèvre inférieure puis - après le mariage - pour la partie supérieure. Le pigment utilisé est l'indigo, colorant approuvé par la FDA pour des produits de beauté et savons, mais non pour l'usage en tatouage). C'est à la fois un ornement et un signe d'appartenance. Une des théories sur l'origine de cette pratique aussi pratiquée par d'autres tribus africaines est que le tatouage aurait été utilisé pour dissuader les négriers d'emporter les femmes, les esclavagistes considérant que les dents et gencives devaient être saines et normales

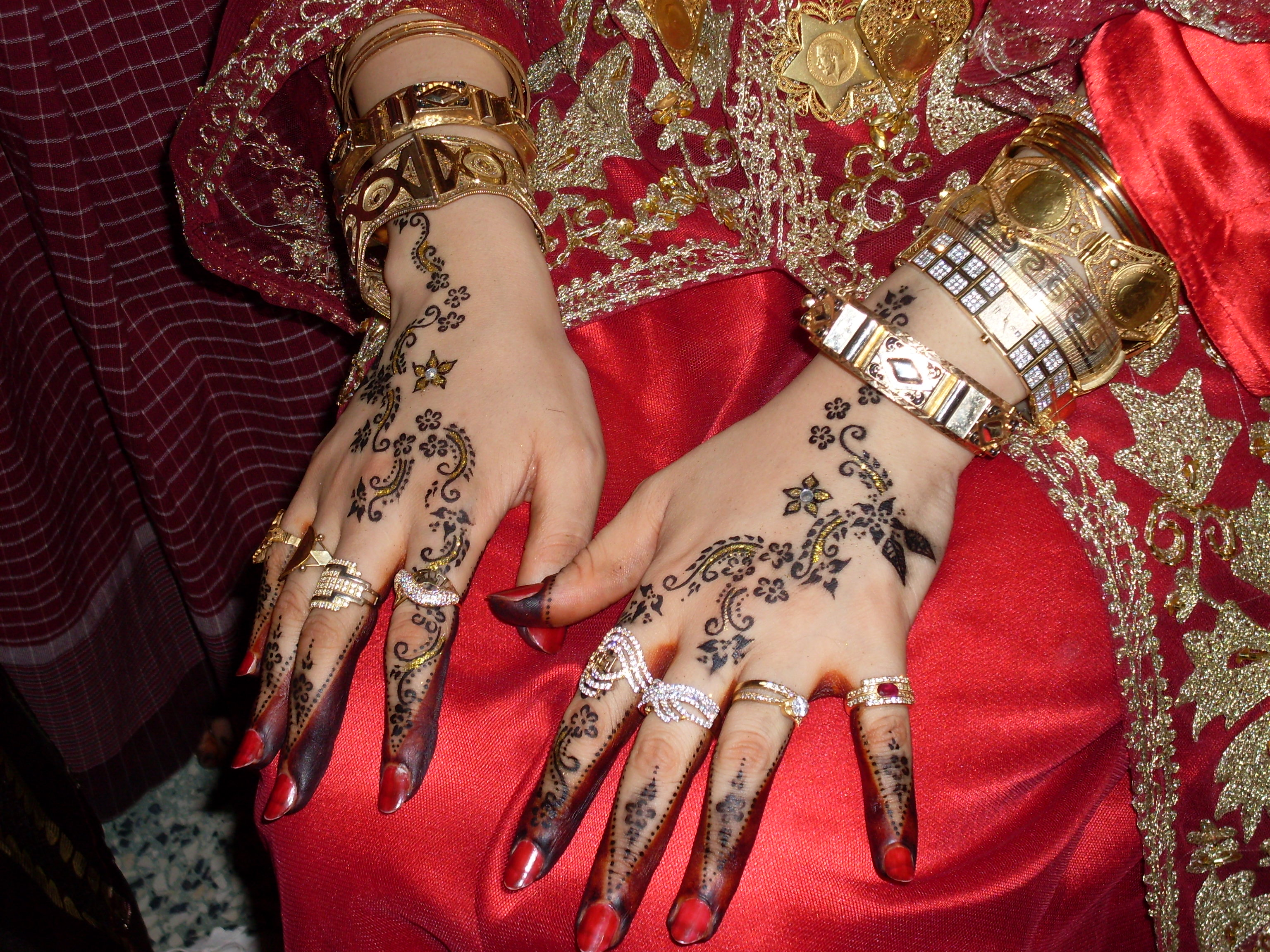
Tatouage éphémère au henné et harkous (recettes traditionnelles des Hannanets de Tunisie, à base de distillat de noix de galle (aussi utilisée pour fabriquer l'encre de calligraphie arabe), de clous de girofle, de Siwak (extrait d'écorce d'arbres...), ici à Djerba.
Ces motifs traditionnels ne sont pas inscrits dans le derme, mais dans l'épiderme ; Leurs composés ne sont pas réputés toxiques ni allergènes

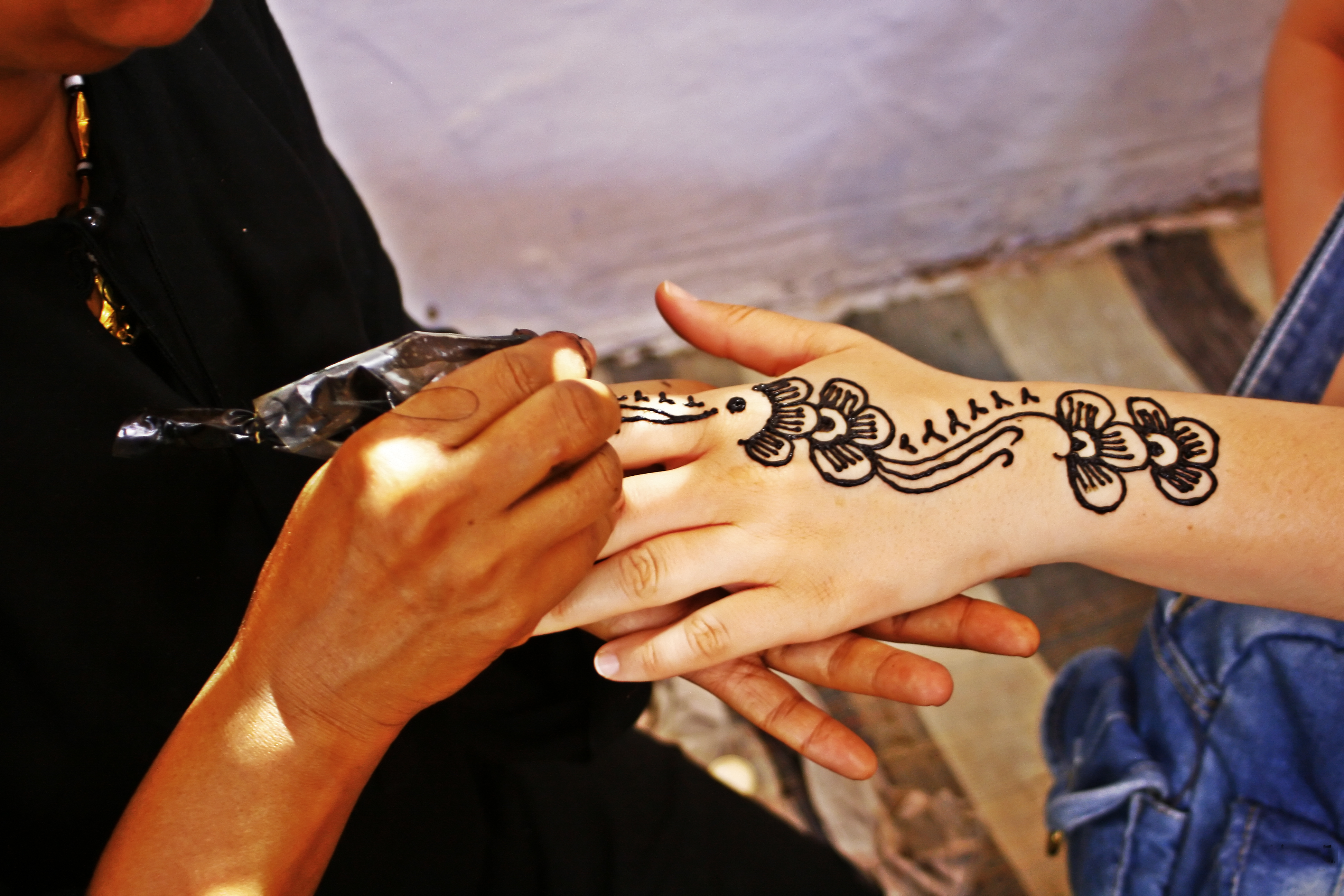
Taoutage non-permanent au henné noir (probablement traditionnel de type Harkous ou fait d'un henné mélangé avec de l'indigo).
À la différence des vrais harkous ou hennés, certains hennés noirs vendus dans le commerce (via Internet notamment) ou artisanalement produits avec des colorants ou teintures du commerce contiennent de plus en plus souvent des molécules chimiques qui sont de puissants allergènes et sensibilisants, pouvant être source de choc anaphylactique et d’œdème dans les cas les plus graves

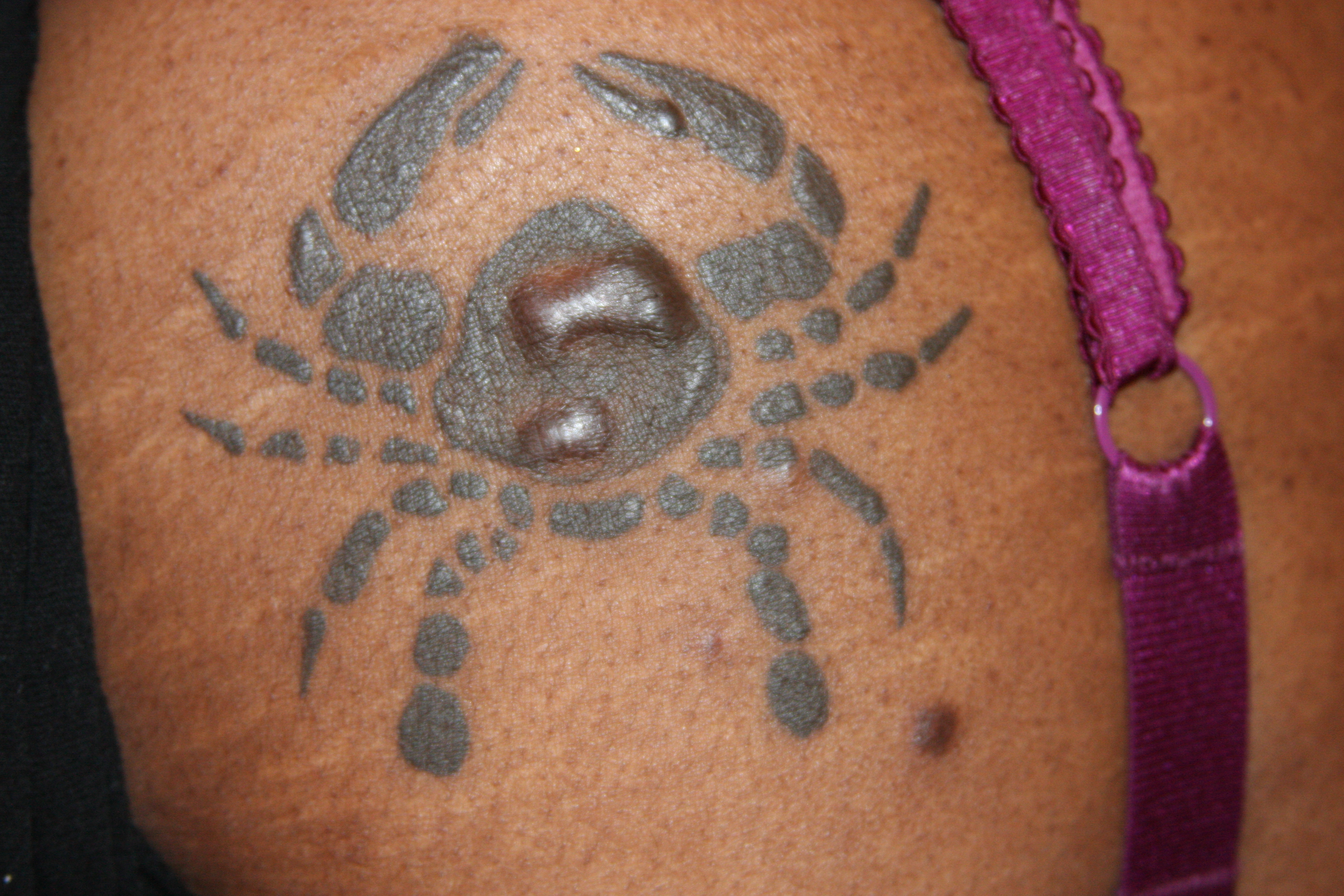
réaction de formation de tissus chéloïdes (cicatrices hypertrophiques) sur le site d'un tatouage

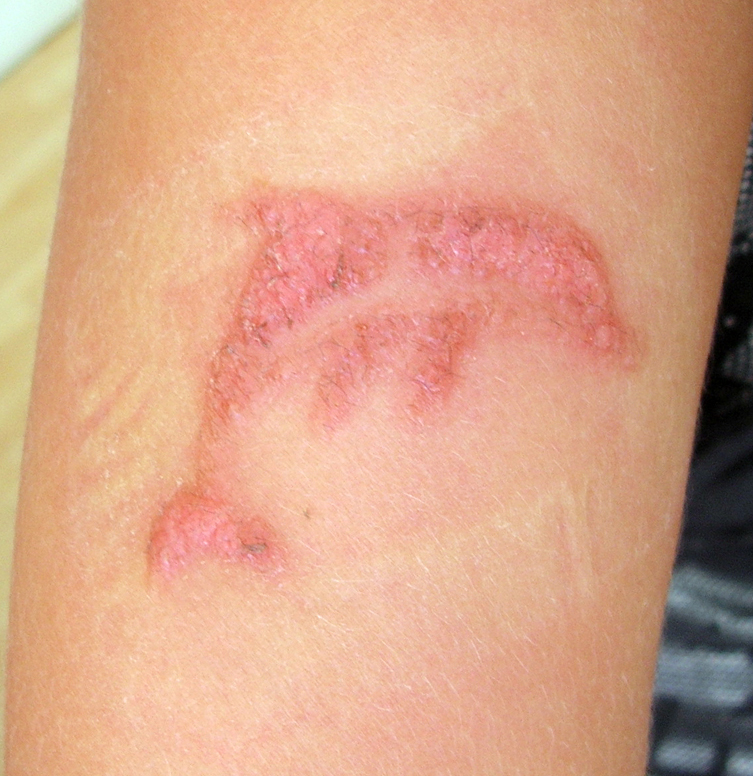
Des enfants, sans être informés des risques encourus (dermatite, sensibilisation à vie, œdème de Quincke, taches décolorées permanentes sur la peau foncée...), sont de plus en plus souvent exposés à des tatouages potentiellement très allergènes quand des encres industrielles et non testées dermatologiquement sont utilisées
Ici : une dermatite allergique à la suite du dessin d'un dauphin au henné noir.

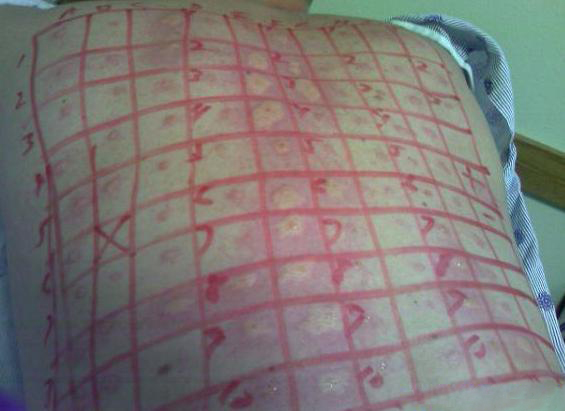
Grille de tests dermatologiques dessinée sur la peau, permettant au dermatologues de repérer les allergènes auxquels un patient est sensible, mais non les produits auxquels le patient pourrait se sensibiliser à l'avenir (dont des pigments dont la composition évoluera dans le temps sous l'effet de leur photochimie. En cas de risque d'allergie grave (avec choc anaphylactique, le test doit être fait en milieu hospitalier ou évité

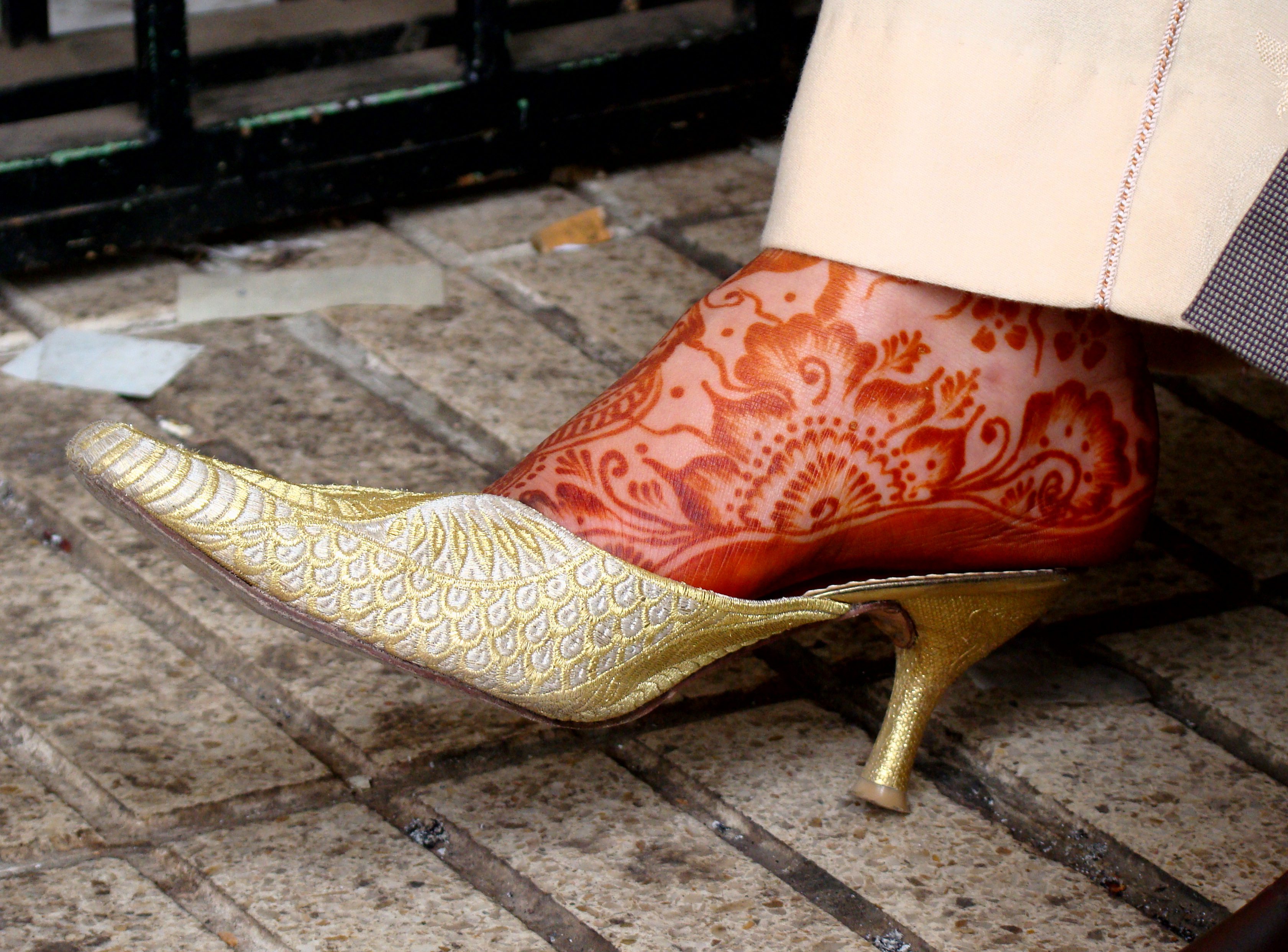
Le vrai henné produit dans l'épiderme une couleur orangée.
Ici : tatouage au henné traditionnel sur le pied (au Maroc).

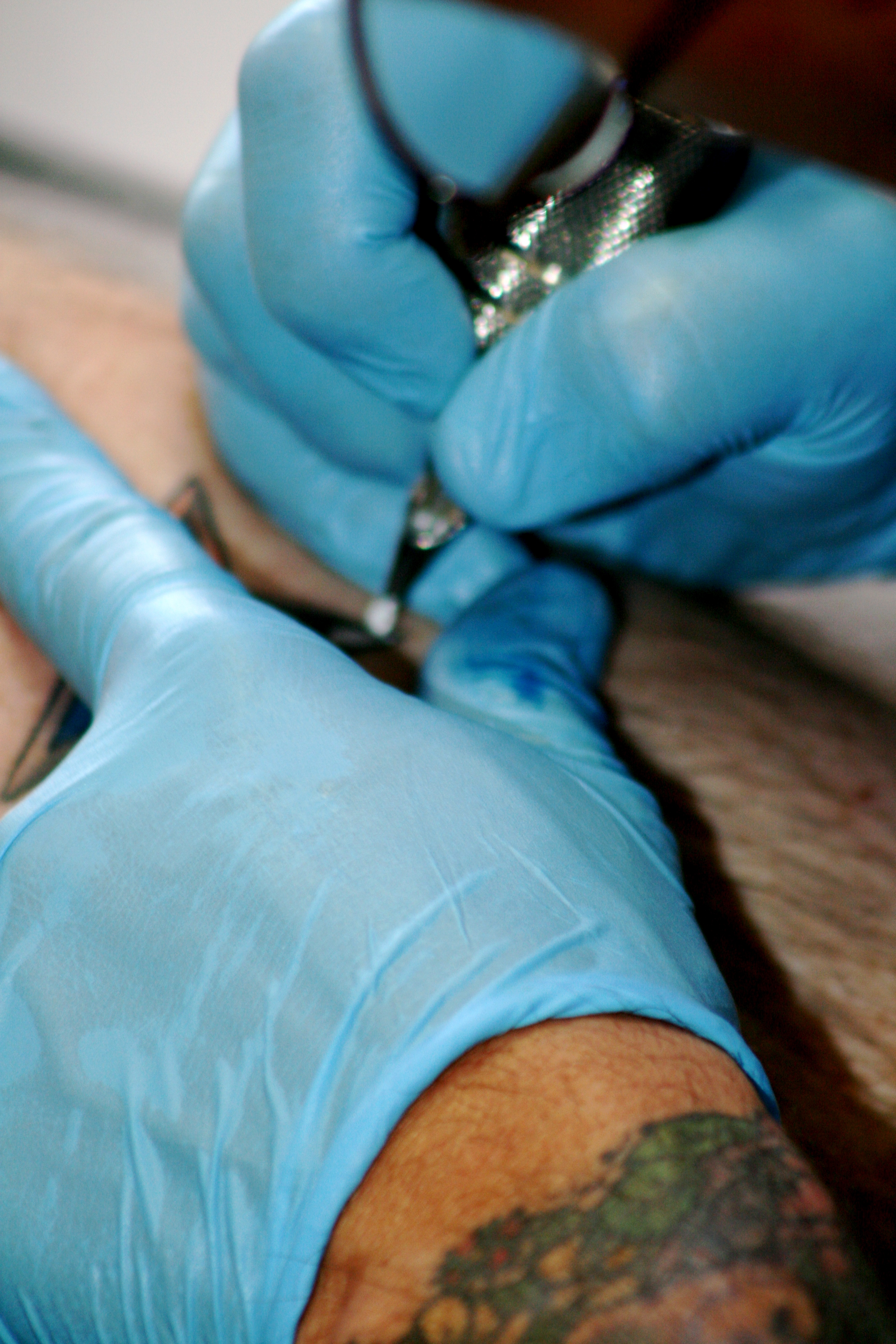
Le latex des gants à usages unique ne doit pas être exposé à des produits gras ou à base d'huile (à l'extérieur, ou via des crèmes ou lotions pour la peau à l'intérieur). Le latex (et ses additifs de vulcanisation), ou le vinyle (plus rarement) des gants peuvent également être une source d'allergie pour le tatoueur ou le tatoué).
Le tatoueur doit porter des gants stériles et les enfiler sur des mains propres, comme le ferait un chirurgien. Il existe des gants stériles et sans latex (ex : en vinyle ou nitrile), prévus pour divers usages, de même que des « manchettes à usage unique» pour les avant-bras, tabliers et bouses.

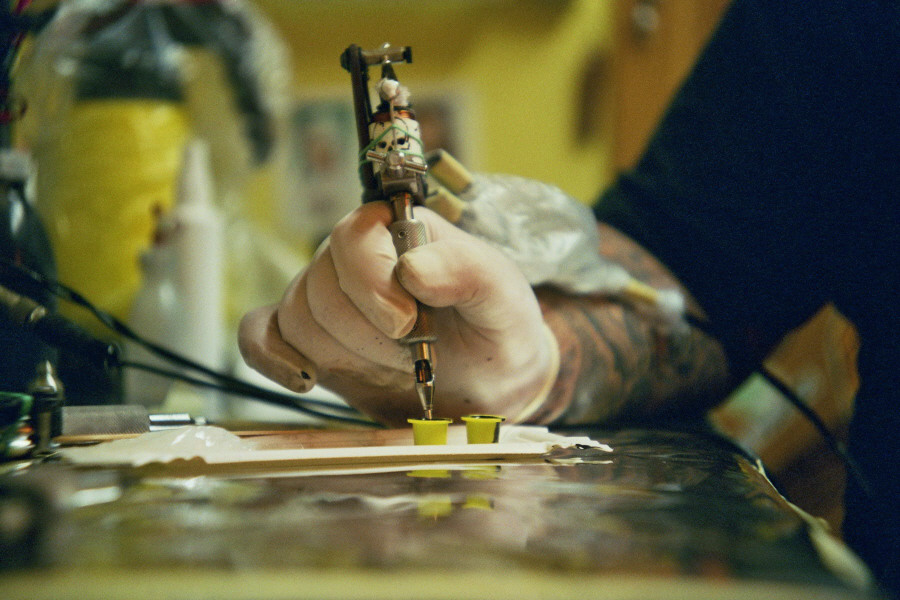
L'encre et son flacon doivent être stériles, de même que les petits godets à usage unique (visibles ci-dessus). Tout reste d'encre et le godet ne doivent pas être réutilisés. Plutôt que jetés à l'évier ou traité comme déchet banal, ils devraient idéalement être jetés dans un conteneur spécial, ensuite traité comme déchet spécial ou déchet toxique en raison de leur teneur en métaux lourds ou de leur composition chimique

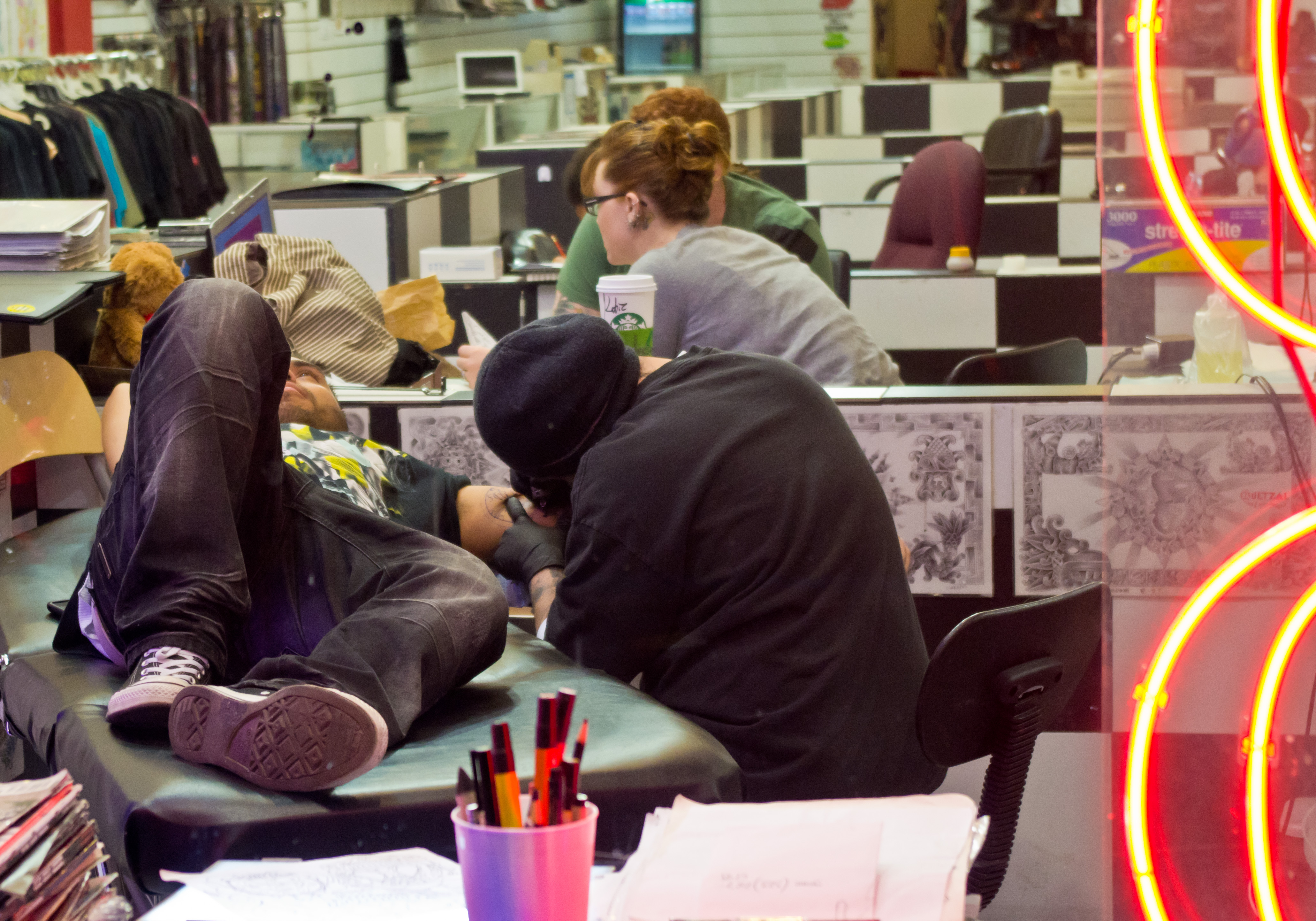
Pour limiter les risques d'infection, un tatouage devrait toujours être pratiqué en respectant les bonnes pratiques d'hygiène et d'asepsie

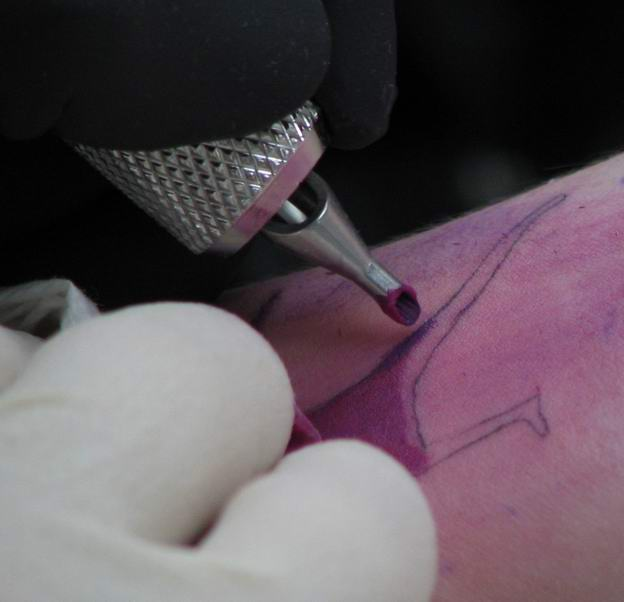
Les encres rouges, à base de mercure, de cadmium ou de colorants nouveaux issus de la chimie organique semblent les plus problématiques en termes de toxicité et/ou d'allergie graves aux encres ou pigments

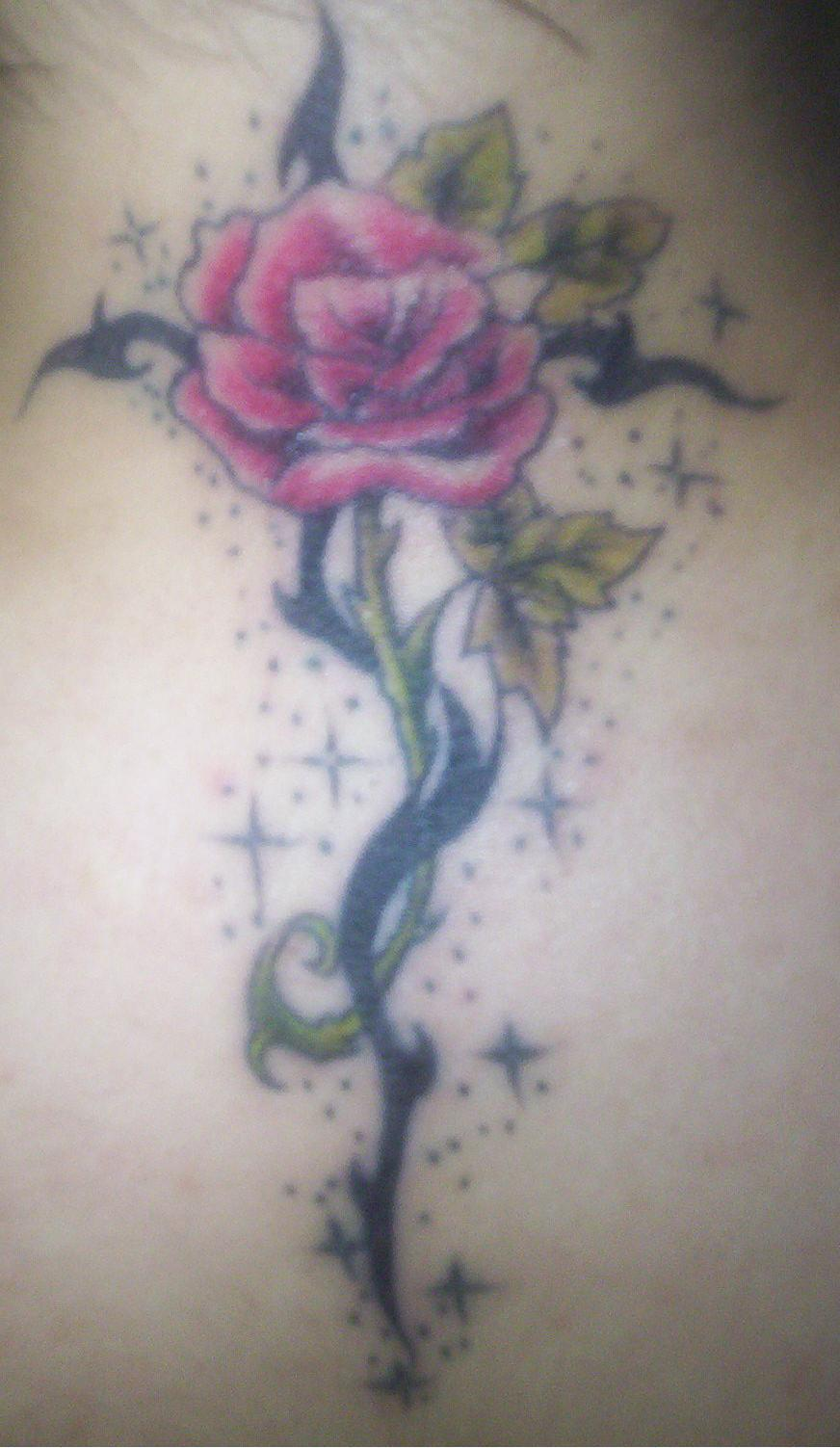
Avec le temps les couleurs d'un tatouage peuvent s'affadir, soit parce que le pigment est dégradé par la lumière, soit parce qu'il quitte le derme, emporté par la lymphe ou le sang d'où il peut migrer et être accumulés dans un ganglion ou dans le foie ou le rein, les deux principaux organes de détoxication

Pour introduire ses encres sous l'épiderme, le tatoueur doit percer la barrière protectrice de la peau. Celle-ci est ainsi percée des centaines de milliers de fois dans le cas des grands tatouages (l'aiguille du dermographe électrique moderne pénétrant la peau de 50 à 3 000 fois par minute ; les contours sont tracés par une seule aiguille et 5 à 7 aiguilles sont groupées pour remplir un à-plat de couleur ou un dégradé). Ces aiguilles introduisent dans le derme un mélange solvant/biocide + pigment et parfois des additifs industriels ou médicaux (un anesthésiant a été trouvé dans plusieurs encres de professionnels).
Une grande partie des particules colorantes sont piégées dans la profondeur de la peau de manière irréversible ou ne s'en désorbent ou s'y dégradent que lentement, sans effets apparents sur la santé dans la plupart des cas, mais on ignore en grande partie le devenir et les effets des particules qui quittent le derme ou s'y dégradent (dans les cas de certains colorants issus de la chimie organique).
Alors que la pratique du tatouage est en forte expansion et parce qu'elle utilise de nouveaux pigments issus de la chimie organique ou minérale, non conçus pour cet usage, elle est source de préoccupation chez les dermatologues, médecins et responsables de la santé publique car si le tatoueur n'injecte que peu de colorants, ceux-ci contiennent traditionnellement des métaux toxiques. Ces particules - étrangères au corps et de taille souvent nanométriques - sont souvent détournées d'autres usages, non dermatologiquement testées dans la peau, et mal encadrée par la législation.
Plusieurs de ces pigments (mercure, plomb, chrome...) sont notoirement toxiques et parfois allergènes et/ou perturbateurs endocriniens voire cancérigènes ou mutagènes quand ils sont inhalés ou ingérés) et ces colorants sont fortement concentrés dans le derme. Il existe en outre toujours un risque d'introduire accidentellement des bactéries, virus ou champignons pathogènes dans l'organisme.

## Histoire
Les premiers signalements médicaux retenus par la littérature médicale datent du XIXe siècle et portaient sur le risque infectieux, avec observation de cas de chancres de syphilis inoculés par le tatoueur qui utilisait sa salive pour diluer son encre de Chine ou pour nettoyer la peau ou favoriser la cicatrisation.
En 1853, un article médical rapportait un cas de syphilis transmis par des aiguilles. Dans la même année, un chirurgien de la Marine française en campagne dans le Pacifique, énumérait une liste de complications provoquées par le tatouage: Ulcération des blessures, inflammation, fièvre et gangrène.
Les infections sont supposées plus rares grâce aux progrès de l'hygiène, mais elles sont encore régulièrement signalées, parfois graves avec des lymphadénopathies et des infections par microbes antibiorésistants, MST, hépatite, VIH.... entraînant parfois des complications potentiellement mortelles (avec de très rares cas de gangrène et d'endocardite).
Les médecins (dermatologues en particulier) ont aussi observé de fréquentes complications médicales dues à l'introduction de pigments de tatouage dans le corps.
Le plus souvent il s'agit d'une inflammations (systématique et normale dans les heures et jours suivant le tatouage, anormale si elle perdure).
Les dermatologues signalent aussi des cas épars de séquelles cicatricielles (ex : cicatrices « chéloïdiennes », c'est-à-dire formant une excroissance), ou des pseudolymphomes et sarcoïdoses,,,,,,,,, (jusqu'à 30 ans plus tard et y compris pour des tatouages cosmétiques, ; les sarcoïdoses sont uniquement cutanées ou, parfois confinées à la zone tatouée ou à une seule couleur, bleue, noire ou rouge, par exemple, ou avec une extension systémique à d'autres organes). L'association tatouage-sarcoïdose est rare et n'est pas clairement expliquée ; elle pourrait ne pas être de type « cause à effet » ou impliquer des facteurs de risques d'origine génétiques, mais il a été noté que certains métaux inhalés font partie des possibles facteurs déclenchant d'une sarcoïdose (ou mimant une sarcoïdose), et en particulier  l'aluminium, le baryum, le béryllium, le cobalt, le cuivre, ou le titane qui sont aussi utilisés comme pigment de tatouage.
Les réactions négatives de la peau les plus graves et les plus fréquentes semblent liées à l'usage des colorants rouges, surtout à base d'oxyde mercuriel (cinabre) rappelle Jacques Bazex, ex-chef de service de dermatologie et Membre de l'Académie de Médecine pour qui l'interdiction des colorants les plus toxiques et une « très bonne chose », alors que le syndicat des professionnels craint que le public fasse alors appel à des tatoueurs clandestins ou à des encres frelatées.
Depuis les années 1990, des chercheurs, médecins (dont dermatologues) et diverses agences de santé ou en 2010 l'Agence Nationale de Sécurité du Médicament (ANSM) ou d'autres autorités compétentes en matière de santé ont alerté les décideurs et communautés impliquées par le tatouage quant aux risques connus ou suspectés de cette pratique, et en particulier à propos de l'utilisation de certaines encres ou pigments.
Ils recommandent un législation plus stricte et contrôlée sur le choix des encres et pigments. En particulier les encres et pigments devraient faire la preuve d'une parfaite biocompatibilité, alors qu'une large gamme de leurs composants est aujourd’hui (2013) à base de produits chimiques notoirement toxiques quand ils sont inhalés ou ingérés (plomb, mercure, cadmium, chrome…) ou allergènes pour la peau (nickel). Alors que les additifs alimentaires, les médicaments moins irréversiblement introduits dans le corps, les prothèses, ou les cosmétiques apposés sur la peau font l'objet de réglementations nationales et internationales bien plus précises et opposables aux tiers, la production et la mises sur le marché des encres de tatouage ainsi que leur utilisation sont peu réglementées et peu contrôlées. 
En France, l'Académie de médecine notait en 2007, que le nombre des tatoués a récemment rapidement augmenté et que la fréquence des incidents liés au piercing et au tatouage est « en constante progression » et justifie « des mesures de réglementation ou tout au moins d’encadrement », et un arrêté ministériel devrait en 2013 interdire les colorants les plus notoirement toxiques ou allergènes (certains rouges et jaunes notamment).

## Enjeux
Les estimations du nombre de tatouages existants varient beaucoup (ex : de 30 à 80 millions de tatoués dans les pays riches), mais il est certain que cette pratique est en forte augmentation et qu'elle a le plus progressé chez les grands adolescents et les étudiants qui le pratiquent  de plus en plus tôt (36 % des jeunes recrues de l'armée en portaient en 2000).
En France le nombre d'officines serait passé de 400 environ (vers 1992) à près de 4 000 (en 2013) et en 1998 sur 600 Français de 11-15 ans, plus d’un tiers envisageaient un tatouage ou un perçage. En 2013, selon l'Ifop, 10 % des Français seraient tatoués dont 20 % des moins de 35 ans).
Or, la médecine ignore si le risque toxicologique lié aux encres est accru chez les adolescents dont l'organisme est encore en croissance, la demande de détatouage (qui libère brutalement dans l'organisme les pigments qui étaient fixés dans le derme, ou leurs sous-produits) augmente parallèlement ; et dans les années 2000-2010, « la plupart des colorants de tatouage sont des pigments industriels (conçus pour des imprimantes ou des peintures automobiles par exemple), l'industrie chimique ne les a jamais conçus pour un usage humain, mais seulement pour la coloration de biens de consommation ».
La recherche médicale a constaté qu'après le tatouage, certains des pigments sont instables (photodécomposition...) ou diffusent progressivement dans le reste de l'organisme, avec des effets possibles mais peu étudiés sur la santé (certains pigments rouges par exemple).
Il semble en outre que les personnes voulant se faire tatouer (adolescents et jeunes notamment,) évaluent rarement les risques pour leur santé avant de demander ou recevoir leurs tatouages. Selon les études disponibles, les personnes tatouées sont statistiquement plus sujettes à des « comportements à risque » au regard de l'alcool, du tabac, de la marijuana ou des conduites sexuelles,... Une étude conclut aussi à un risque plus élevé de suicide dans cette population. Selon les psychologues et psychiatres Dhossche & al. (2000), le tatouage semble bien avoir une valeur de marqueur (de létalité de suicide et de décès accidentel chez les jeunes) ; la valeur clinique du fait de s'informer sur les tatouages chez les jeunes à risque de suicide devrait aussi être étudiée, mais les liens entre tatouage et troubles affectifs mériteraient des études plus spécifiques. Plusieurs études faites par des psychiatres ou psychologues ont porté sur le profil psychologique des tatoués,,,,, une association avec des comportements violents ou à risque (drogue) est constatée pour certains profils, mais aucune étude ne semble avoir recherché un éventuel lien de causalité entre certains composants des encres et des troubles psycho-affectifs (plomb ou mercure par exemple sont connus pour être neurotoxiques) ; « Malgré une popularité croissante de cet art, la toxicologie du tatouages est mal comprise » notait en 2005.
Un autre enjeu est de mieux comprendre les conditions de réussite ou d'échec du détatouage (opération de plus en plus demandée et de mieux évaluer (et le cas échéant diminuer) les risques associés.
Un sondage de l'institut Harris Poll réalisé en 2012 sur 2016  Américains tatoués de plus de 18 ans a montré que 17 % des Américains tatoués regrettent leur tatouage. Pour la première fois, le nombre de femmes tatouées semble dépasser celui des hommes (au total le taux de tatoué est passé de 14 à 21 % de 2003 à 2012).
Il s'agit enfin de mieux comprendre le comportement du derme tatoué à long terme, car exceptionnellement, des complications tardives peuvent survenir, dont à l'occasion d'un accident blessant de derme tatoué (ex : éruption eczémateuse survenue sur un tatouage lacéré ; coloré avec un rouge mercuriel dans ce cas) ou d'un retatouage.
Les enjeux d'hygiène concernent principalement : le tatoueur et son entourage, le tatoué (qui peut s'auto-infecter) et son entourage, les locaux où se pratique le tatouage et les objets potentiellement sources de fomites (supports de virions, microbes, spores potentiellement contaminants). Développer la connaissance des risques, la prévention et généraliser « les bonnes pratiques » de désinfection et utilisation de produits stériles contribuerait aussi à réduire les risques sanitaires pour le tatoué (et son entourage en cas de maladie contagieuse).

## Que deviennent les pigments dans le derme?
Si un pigment stable est accidentellement ou volontairement inséré dans l'épiderme (dans le cas du tatouage temporaire sur une peau superficiellement lésée par exemple), l'organisme humain s'en débarrasse facilement, en quelques jours à semaines par la desquamation naturelle de la peau.
Par contre si ces pigments stables sont insérés plus profondément, dans le derme, ils y sont en grande partie « fixés » par les macrophages et par un tissu fibreux réactionnel qui les rendent « histologiquement remarquablement non réactifs » par rapport à ce qu'ils auraient comme effet dans la plupart des autres organes. Ils ne sont cependant peut-être pas sans effets ;
Plusieurs études basées sur la microscopie électronique ou sur des coupes histologiques ont montré que dans les semaines ou mois suivant le tatouage, la plupart des particules d'encres se retrouvent piégées entre les faisceaux de collagène du tissu conjonctif ou à la surface des corps cellulaires de fibroblastes, (chez l'animal comme lors de l'observation de biopsies effectuées dans une peau humain tatouée à l'occasion d'un processus pathologiques).

Or, ces fibrobroblastes sont connus pour leurs fonctions d'entretien de la souplesse de la peau, mais aussi pour des fonctions anti-infectieuses et antivirales, associées à la sécrétion de facteurs chimiotactiques et d'interféron β. Une étude de 2009 (la première selon ses auteurs à étudier la toxicité cellulaire de deux encres de tatouage sur une culture in vitro de fibroblastes humains). Ces derniers ont été exposés de 72 h à 2 semaines aux encres de tatouage plus ou moins diluées. L'expérience a confirmé que les nanoparticules colorantes de l'encre mise en contact avec ces cellules humaines  se fixent à la surface des fibroblastes (de manière dispersée ou en petits amas), et qu'il y a « adhésion » et non simple contact dû au hasard. Selon l'observation microscopique, à court terme (l'expérience a duré 2 semaines), les particules ainsi fixées n'affectaient ni la forme ni la viabilité des cellules auxquelles elles adhéraient. Mais elles ont significativement modifié, et de manière dose-dépendante, la production d'une protéine réputée importante : le « procollagène alfa 1 de type I » (les protéines de type I, principalement produites par les fibroblastes sont les plus abondantes de la matrice extracellulaire).
On sait que des particules d'aluminium injectées dans le muscle sous le derme et absorbées par les macrophages peuvent développer des complications au niveau du système nerveux central (myofasciite à macrophages), avec éventuel pseudolymphome sous-cutané dit post vaccinal. L’aluminium injecté dans le muscle comme additif de vaccins a aussi été associé à une myopathie inflammatoire et dégénérative rare : la Myofasciite à macrophages.

## Teneur du derme tatoué en pigments
La teneur du derme en pigments a une importance pour l'évaluation toxicologique et pour celle du risque de sensibilisation, ainsi que pour la préparation d'un « détatouage ». En effet, si les réactions allergiques et immunes ne sont pas nécessairement dose-dépendantes, les réactions toxicologiques le sont généralement ; et avec de possibles associations synergiques entre plusieurs toxiques et parfois des phénomènes de sensibilisation et/ou potentialisation.
Peu d'études ont mesuré la densité exacte de pigments par millimètre carré de derme humain tatoué. Effectuer une telle mesure sur des surfaces significatives de peau nécessiterait de détruire le derme. Les chiffres disponibles sont donc des extrapolations faites à partir de biopsies humaines, ou ils sont issus du modèle animal (porc et souris de laboratoire mutante sans poils,).
À coloration égale, la teneur en pigment d'une peau tatouée varie selon de nombreux facteurs : épaisseur et transparence de l'épiderme, taille des cristaux de pigments, concentration de l'encre appliquée par le tatoueur, profondeur et couleur du pigment, procédé de tatouage,... Elle varie aussi selon le dessin et le motif, en particulier selon que le tatouage est plutôt constitué d'à-plats colorés denses ou de dégradés (un dégradé ou un effet de lavis est réalisé en introduisant moins d'encre et de pigment (moins de pénétration d'aiguille) ou en introduisant une encre plus diluée).
Rapportée à la masse du corps humain, la quantité totale de pigment injectée par le tatoueur est toujours très faible, mais dans la couche du derme concernée, elle l'est à « haute concentration » avec par exemple de 0,60 à 9,42 mg/cm2>, pour une teneur moyenne de 2,53 mg/cm2 dans le cas d'un tatouage au colorant rouge.
La densité d'un tatouage évolue dans le temps pour au moins trois raisons :
- certains pigments sont instables (au soleil en général) et peu à peu décomposés par la lumière[71] ;
- Certains pigments issus de la chimie organique semblent pouvoir être décomposés par des enzymes humaines (voir plus bas) ;
- Une partie des pigments stables finissent par être extrait du derme par l'organisme ;

## Fréquence des complications
Faute de suivi épidémiologique spécifique, on ne dispose pas de chiffres précis, et ils varient sans doute selon les pays, villes ou régions, mais selon une évaluation récente (2011) faite par Urdang et  à l'attention des médecins urgentistes, des complications médicale associées au tatouage apparaissent chez 2 à 3 % des personnes tatouée, moins fréquemment que pour le perçage qui est lui associé à des complications dans 9 % environ des cas.
Ce taux de 2 à 3 % peut apparaître faible, mais rapportés à plusieurs millions de personnes tatouées chaque année, il reste préoccupant, d'autant que le risque nosocomial tend à augmenter et qu'on ignore si les nouvelles encres n'auront pas de conséquences à long terme.

## Les types de risques
Ils sont à réévaluer périodiquement, car des encres et pigments nouveaux sont régulièrement apparus sur le marché depuis les années 1970 et parce que certains effets adverses n'apparaissent ou pourraient n'apparaître qu'après plusieurs années ou décennies.
Dans les années 2000, la médecine considère deux principaux types de risques<name=BISErisques/> qui sont :  
1. le risque infectieux (lié aux outils perçant la peau, aux encres et à l'hygiène) ;
2. le risque toxique/allergique (lié aux pigments et solvants des encres de tatouage).

Et quelques soupçons ou incertitudes existent pour d'autres types de risques ou cas particuliers ; il est à rappeler qu'une fois le microbe introduit dans l'organisme, via le sang et la lymphe il peut se déplacer et infecter des organes autres que la peau et éloignés du tatouage ; les poumons par exemple (une pneumonie interstitielle granulomateuse) induite par un tatouage a été décrite par Okuma & al.). En cas d'infection survenant après un tatouage, le patient devrait penser à prévenir le médecin qu'il a récemment subi une opération de tatouage.

### Le risque infectieux
C’est le risque le plus évident, car tatouer implique de faire pénétrer dans l'épiderme un instrument (aiguille) et des pigments, qui seront en contact direct (ou indirect via les encres) avec deux fluides corporels vulnérables au contact avec les microbes le sang et la lymphe, qui s'ils sont infectés peuvent être sources de Sepsis.
Si un instrument, une encre ou une peau mal désinfectée sont contaminants, diverses maladies peuvent être transmises. Les dangers considérés par la littérature sont :
1. l'utilisation d'un même instrument sur plus d'une personne sans être parfaitement stérilisés, stockés, protégés et correctement manipulés ;
2. la traversée d'une peau mal désinfectée ;
3. l’utilisation d'encres contenant des microbes, ou de flacon contaminé (ou sans date de péremption) ;
4. l'utilisation d'encre stérile, mais secondairement contaminée, par exemple dans la capsule de plastique où elle est préparée, capsule généralement neuve et à usage unique, mais pas toujours stérilisée.

Le microbe causant l’infection peut venir de l’encre ou d’une aiguille mal désinfectée, mais aussi du tatoueur ou du patient lui-même. L’infection peut aussi se produire durant la phase de cicatrisation. Ces risques sont bien entendu plus importants chez les personnes immuno-déprimées (qui devraient éviter de se faire tatouer).
En Europe, une résolution du parlement invite les fabricants à ne produire que des encres stériles vendues en flacons étanches. Leur étiquetage devrait fournir les mêmes informations et garanties de sécurité sanitaire que celui des produits cosmétiques. Or, une étude danoise de 2011 qui a recherché les microbes (hors mycobactéries et virus) dans 58 encres différentes de tatouage achetées aux États-Unis et au Royaume-Uni par Internet a conclu que 31 % des fabricants concernés n'y donnaient que le nom de la marque, sans préciser aucun des ingrédients de l'encre, ni si elle était ou non stérilisée, ni si des précautions d'usage étaient à prendre en compte. Beaucoup d'étiquettes ne présentait aucune date d'expiration.
Sur les 58 encres, seules 42 % étaient présentées comme stériles (mais toutes ne l'étaient pas en réalité).
Une durée limite d'utilisation (2 à 3 ans) n'était indiquée que par 54 % des étiquettes.
Plus d'un quart (28 %) des 58 flacons n'étaient pas étanches ou fuyaient visiblement (probablement en raison de la dépression subie dans les soutes des avions lors du transport aérien).
Aucune levure ou champignon n'a été détecté par cette étude, mais 10 % des flacons neufs et non ouverts contenaient déjà des bactéries (y compris un produit garanti désinfecté par irradiation aux rayons gamma), et 17 % des flacons ouverts en contenaient aussi ; une partie de ces bactéries étant pathogènes pour l'Homme. De l'alcool était signalé comme additif sur 62 % des flacons ; plusieurs encres n'en contenant que 10 %, ce qui est insuffisant pour tuer certains microbes (7 % des encres contenant de l'alcool contenaient d'ailleurs aussi des microbes).
13 % des flacons signalent contenir un conservateur (en plus de l'alcool, mais un seul précisait le nom de ce conservateur.
Un échantillon biocontaminé ne présentait pas d'étiquette stipulant que le produit était stérile, ni qu'il contenait un agent de conservation, mais indiquait une péremption de 1 an après ouverture (alors que pour un produit pharmaceutique, n'importe quel produit injectable à usage multiple aurait dû être jeté après 28 jours au maximum et après 14 h s'il contenait un agent conservateur).
Un des fabricants (anglais) précise sur une étiquette apposée sur le produit qu'il se décharge de toute responsabilité légale, en transférant cette dernière au tatoueur, et que son pigment n'était couvert par aucune garantie, de quelque sorte que ce soit, y compris pour le tatouage, et que ceci est une « condition de vente ».
Une étude néerlandaise s'est intéressée en 2001 à la composition chimique et à la contamination microbiologique de 63 échantillons de produits utilisés pour le tatouage et le « maquillage permanent » aux Pays-Bas (à partir de flacons déjà ouverts ou non ouverts). La présence d'éventuelles amines aromatiques cancérogènes a été recherchée, ainsi que certains métaux lourds. Les auteurs ont recherché d'éventuelles bactéries (nombre total et identification de souches pathogènes), levures et moisissures : 11 échantillons (18 %) étaient microbiologiquement contaminés (dont 3 avant ouverture) ; sept échantillons contenaient plus de 100 000 bactéries/ml, avec des Pseudomonas dans 6 cas (10 %) et Pseudomonas aeruginosa dans 3 cas (5 % du total).
À priori, dans une officine moderne propre et employant des aiguilles à usage unique et respectant les bonnes pratiques, l'infection acquise lors d'un tatouage est rare, ce qui n’est pas le cas avec des tatouages amateurs pratiqués dans de mauvaises conditions, dans les pays pauvres, en prison, chez les soldats ou dans certaines communautés « à risques » (Pour limiter le risque infectieux induit par le tatouage en prison, le Canada a autorisé en 2004 la création de salons de tatouage en prison).
C'est dans le domaine du tatouage le risque le mieux traité par la littérature scientifique et médicale qui en décrit plusieurs variants et complications.

#### L'infections bactérienne
Elle était probablement plus fréquente autrefois, mais on manque de données sur ce point.
Le risque le plus grave était (et reste) la septicémie, qui peut se conclure par un choc septique et/ou par une gangrène nécessitant l'amputation et pouvant parfois conduire à la mort. Les progrès de l'hygiène, de la désinfection et de la médecine l’ont rendue rare, mais l'apparition d'un nombre croissant de souches microbiennes antibiorésistantes implique de rester vigilant.
Après le tatouage, le médecin peut aussi avoir à traiter :
- un impétigo ; c'est la pathologie infectieuse du tatoué aujourd’hui la plus fréquente. Il est surtout associé au tatouage fait par un « amateur » ;
- un érysipèle ; causée par la bactérie Streptococcus pyogenes ;
- des furoncles ; ils sont parfois causés par des souches de la bactérie Staphylococcus aureus antibiorésistantes[84] (methicillin-resistant Staphylococcus aureus ou MRSA) ;
- un ecthyma, qui dérive souvent d'un impétigo non soigné, mal soigné ou colonisé par une bactérie antibiorésistante ;
- une cellulite. C’est une pathologie plus rare mais très grave, constituée par une inflammation sévère et diffuse des tissus conjonctifs de la couche dermique et sous-cutanés tatouée ou périphérique[85](à ne pas confondre avec les capitons gras qui peuvent exister sous la peau, et qui portent en français le même nom). Elle peut conduire à la mort (par exemple en Nouvelle-Zélande quand la pratique du tatouage traditionnel samoa, qui connait un regain d'intérêt (Pe'a) se fait dans de mauvaises conditions d'asepsie[86]) ;
- des abcès[87], et dans de rares cas des ulcérations chancroïdes (chancre mou) ;
- une arthrite septique[88], voire un choc septique[89] ;
- une infection par des mycobactéries ; le microbe, très résistant à l'alcool, aux acides (et aux traitements chlorés ainsi qu'à l'ozonation en présence de matière organique) est périodiquement retrouvé dans l'eau du robinet (dont en France[90]). Il peut alors être difficile à traiter[91]), notamment pour les souches les plus antibiorésistantes. En 2006 les CDC américains ont alerté sur le fait que des tatoueurs clandestins avaient été trouvés infectés par une staphylocoque potentiellement mortel et résistante aux antibiotiques dans au moins trois États des États-Unis, puis un autre rapport a montré qu'une « superbactérie » résistante aux antibiotiques dite MRSA (Staphylococcus aureus résistant à la méthicilline) a été trouvé chez 44 des personnes en lien avec des tatouages illicites faits par 13 tatoueurs non autorisées dans l'Ohio, le Kentucky et le Vermont de 2004 à 2005. Trois des tatoueurs non autorisés impliqués dans des éclosions de SARM de l'Ohio avaient récemment été incarcérés, sans que l'on sache si la prison était la source de l’infection. Des encres contaminées par une mycobactérie (Mycobacterium chelonae) ont aussi été signalées aux États-Unis[92],[93]. Dans ce cas une contamination peut avoir lieu, même dans une officine ayant des pratiques parfaites en termes d'hygiène. L'identification de la bactérie inoculée et son traitement peut prendre plusieurs semaines, avec un risque d’antibiorésistance, seules des encres présentant des garanties de stérilité devraient être injectées dans la peau[94]. Les mycobactéries pourraient aussi venir de l'eau du robinet utilisée pour diluer l'encre (l'eau du robinet même quand l'eau est chlorée n'est pas tout à fait stérile, environ une dizaine d'espèces de mycobactéries ont ainsi été trouvées dans l'eau du robinet en France par Radomsky et al.[95] ; 
« Des cas d’infections cutanées à Mycobacterium tuberculosis (agent responsable de la tuberculose), inoculé lors du tatouage, ont surtout été observés au début du XXe siècle, mais aussi récemment avec le retour de la tuberculose ». 
De plus, des infections à mycobactérie atypique[91], à Mycobacterium leprae (agent responsable de la lèpre)[83] ;
- une syphilis ; des cas de transmission à partir de lésions (par exemple présentes sur ou dans la bouche du tatoueur) ont été documentés, de 1853 à nos jours[96]. Mais il ne semble pas y avoir jamais eu de véritable étude épidémiologique sur ce risque particulier, ni à propos d'éventuels risques liés au tatouage chez une victime de la maladie de Lyme (dont les spirochètes commencent par se développer dans le derme, à partir d'une morsure de tique) ;
- des cas de tétanos ont aussi été rapportés, « toujours reliés à des problèmes d’asepsie »[83]. Ce risque peut être diminué par un rappel de vaccination fait avant le tatouage ;
- des co-infections sont possibles. Elles peuvent éventuellement conduire à une septicémie[97] en cas de mauvaise asepsie, si plusieurs microbes sont introduits dans la partie profonde de la peau via l’encre ou via les aiguilles[98], avec un risque d’antibiorésistance (ex en 2006, les CDC américains ont détecté trois foyers regroupant 44 cas d'infection à staphylocoque résistant à la méthicilline, toujours acquis chez des tatoueurs clandestins[99]). En brouillant les symptômes, elles peuvent retarder le bon diagnostic et rendre plus difficile les traitements. Les pseudomonas parfois trouvés dans les encres peuvent être source d'infections[100] et de problèmes nosocomiaux ;

#### L’infection par un champignon parasite de la peau.
Par exemple, le tatouage traditionnel samoan a parfois induit  de graves sporotrichoses, (maladie mycotiques de type levuroses dues à Sporothrix schenckii, un microchampignon (moisissure) qui est à la fois toxique et parasite,).
Ici encore l'encre peut être le vecteur du champignon : à titre d'exemple, en 2004 la République tchèque a alerté les pays européens quant à la circulation de deux lots (no 7996988 et 7996989) d'une encre noire de tatouage contaminée par le champignon Acremonium fungi. Ce champignon pathogène qui peut causer de graves ostéites avait été trouvé dans une encre de marque Starbrite Colors Black Magic fabriquée aux États-Unis par Tommy's Supplies. Il avait été découvert après l'hospitalisation pour un mycétome (tuméfaction infectieuse évoluant de façon chronique avec fistulisation) associé dans ce cas à un syndrome infectieux chez un patient récemment tatoué. Ce champignon résiste généralement aux médicaments, ce qui implique souvent une exérèse chirurgicale des zones infectées. La DGCCRF a retrouvé  en France la même encre (dans les mêmes lots) chez deux distributeurs français, qui ont immédiatement demandé à leurs clients (s'ils les connaissaient) de ne plus utiliser ces encres. Les autorités belges ont également trouvé la bactérie Pseudomonas dans cette encre (retirée de la vente pour les deux lots incriminés). D'autres tests microbiologiques montreront que l'encre contenait des bactéries Pseudomonas aeruginosa et P putida, et aussi une bactérie du genre Aeromonas, ce qui a justifié une interdiction de toutes les encres de la marque marque Starbrite Colors  dans l'attente d'analyses complémentaires (qui ont aussi révélé la présence de bacilles et de moisissures.

#### Parasitoses
Elles semblent rares, mais la littérature a signalé des cas de zygomycoses, ainsi que des dermatophyties, leishmaniose, sporotrichose, coccidioïdomycose, mycétomes à acremonium fungi faisant suite à un tatouage.

#### L'infection virale
Dans certains cas, le virus n’attaque que la peau :
- transmissions de verrues dues au Papillomavirus humain ou HPV[83],[105] ;
- molluscum contagiosum[95] ;
- Herpes simplex[95] ;
- Rubéole[95] ;
- vaccine[95].

Dans d'autres cas, l'infection virale est « systémique » (c'est-à-dire touche tout l'organisme) comme avec le VIH du Sida, l'hépatite B (avec risques ultérieurs de cirrhose et cancer du foie) ou l'hépatite C par exemple) sont documentées (en particulier dans les zones de prévalence de l'hépatite C, le tatouage est statistiquement significativement associé au risque de développer une hépatite C, même en éliminant les autres sources de risques : transfusion et IVUD (intravenous drug user ; usagers de drogues injectées par intraveineuse).
Ainsi au début des années 2000, une personne ayant été tatouée présentait en moyenne presque 10 fois plus (9 fois exactement) plus de risque d’être porteur de l’hépatite C,.
Rappel : certains virus survivent assez longtemps hors du corps en restant contaminants (ex : jusqu'à 7 jours pour l'hépatite C et de 7 à 28 jours pour l'hépatite B.

### Réactions inflammatoires
Les pigments et solvants ou additifs introduits dans la peau par les aiguilles sont perçus comme des corps étrangers par le système immunitaire. Il s'ensuit naturellement et normalement une réaction inflammatoire.
Cette réaction sera plus ou moins vive et se manifestera durant un délai variant selon la taille, la nature physicochimique, la pureté du pigment ; selon la nature des additifs de l'encre et aussi selon la réponse du système immunitaire. Cette réponse est propre à chaque individu. Elle a des bases génétiques, modulées par l'histoire immunitaire de chacun. « Un large éventail de réactions inflammatoires » doit être mieux compris, car les différents « modèles d'inflammation peuvent être associés à des troubles systémiques et d'autres peuvent servir d'importants indices pour un état infectieux sous-jacent ».
Dans la plupart des cas les symptômes visibles d'inflammation disparaissent naturellement en deux à trois semaines, mais dans quelque cas une inflammation chronique apparait, voire (très rarement) une réaction immunitaire violente avec nécrose des tissus tatoués (même sans infection, par exemple chez un « patient de 40 ans suite à une réaction granulomateuse au pigment rouge d'un large tatouage pectoral, avec nécrose cutanée, sous-cutanée et abcès axillaire » (réaction granulomateuse et nécrotique avec adénite)).

### Réactions dermatologiques adverses secondaires
Après le stade inflammatoire induit par le piquetage des aiguilles et par l'introduction de corps étrangers dans le derme, la zone tatouée est considérée comme cicatrisée. Elle pourrait cependant dans certains cas rester une  «  zone de plus faible résistance »   (« Locus minoris resistentiae ») susceptible de favoriser l'installation de pathologies telles que :
- apparition de lichen plan sur tatouage noir[112] ;
- réaction chéloïdienne sur les parties rouges du  tatouage[112] ;
- un Lupus vulgaris ou éryhtémateux[113], phénomène repéré depuis plus de 50 ans par les dermatologues[114],[115] ;
- un psoriasis peut être exacerbé par le tatouage, avec développement de nouvelles plaques érythémateuses dans la zone tatouée, éventuellement en suivant très précisément un tracé ou une tache de couleur (réaction de type Koebner[113], associé à un pigment)[109] ;
- des séquelles dermatologiques pouvant évoluer en sarcoïdose[116], dont l'étiologie n'est pas claire, pouvant faire intervenir les pigments et/ou des microbes introduits dans le derme avec l'aiguilles.

Dans ces cas cités ci-dessus, la cicatrisation, un défaut d’asepsie et/ou l'encre pourraient être en cause.
Un épaississement significatif du derme (+0,89 mm en moyenne) semble systématiquement associée aux effets adverses du tatouage sur la peau. Ce constat a été fait dans chacun des 73 cas de réactions adverses au tatouage étudiées via l'échographie par ultrason haute-fréquence lors d'une étude danoise récente (2013) ; l'épaississement est d'abord située sur la partie supérieure du derme extérieurs mais il se propage à des couches plus profondes parallèles au derme ; d'autant plus que la réaction au tatouage est sévère. L'épaisseur de la zone « écholucente » (couche plutôt transparentes à l'échographie) semble corrélée avec l'épaisseur de l'infiltration cellulaire (qui est elle, déterminé par l'examen microscopique). L'ultrason ne distingue pas de particularité liées aux réactions granulomateuses et pseudolymphomateuses qui se révèlent surtout par leur composante inflammatoire avancé.

### Réaction allergique
Certaines encres contiennent des pigments ou d'autres substances susceptibles d'être allergènes. La réaction de l'organisme présente alors une intensité qui n'est pas dépendante de la dose. Le caractère allergène du produit ne s'exprime que chez les personnes allergiques à de produit.
Ce type de réaction peut aussi apparaître progressivement à l'occasion de l'ajout de nouveaux tatouage sur la peau d'un patient « sensibilisé » (ou en cours de sensibilisation) à l'une des substances introduites dans le derme par le tatoueur. La sensibilisation a pu se faire lors de la période de cicatrisation d'un tatouage précédent, lors d'un détatouage ou dans un tout autre cadre, par exemple via un contact professionnel avec le colorant ou l'additif en cause) si les produits injectés contiennent des agents sensibilisants, c'est-à-dire générant une réaction de plus en plus vive au fur et à mesure du contact avec la molécule sensibilisante.
Des réactions de plusieurs types sont rapportées par la littérature médicale :
- Inflammation granulomateuse (les cellules du système des phagocytes mononucléés forment alors des amas ou nodules dits granulomes). Des granulomes par exemple produits chez certains patients par des encres utilisant à base de des sels d'aluminium (élément aussi utilisé comme adjuvant vaccinal en injection intramusculaire et alors source de  myofasciite à macrophages[68]) ou de titane comme pigment[120], de même pour des encres à base de sels de zirconium[120]), qui semble dans un cas avoir été induite par un traitement par interféron (il s'agissait d'une patiente victime d'un mélanome du cuir chevelu, conjointement à une sarcoïdose, cutanée et pulmonaire)[121]) ;

- réactions lichenoïdes[32] (avec alopécie parfois[122]). Elles se présentent comme de petits nodules sous-cutanés généralement en réaction à des pigments rouges (sels de mercure (dits « cinabre », sulfure de cadmium et colorants inorganiques azoïques (c'est-à-dire comprenant un groupe nitrogène)[96]. Cette réaction semble pouvoir traduire une « hypersensibilité cellulaire retardée »[123].

- Une hypersensibilité[119] et une réaction allergique peuvent apparaître à l'occasion d'un « détatouage » par laser, quand les pigments détruits et dispersés par le laser (ré)apparaissent dans le milieu extracellulaire et à nouveau repérés par le système immunitaire comme des corps étrangers[124].

- une urticaire de contact peut être générée par le chlorure de cobalt de certaines encres bleues[96] et le cobalt est en outre considéré comme cancérigène au-delà d’une certaine dose[125].

- des allergies à certains tatouages dits « temporaires » (ou « labiles ») : Alors que le henné naturel n'est pas allergène, des additifs présents dans de faux hennés ou des hennés noirs ont chez certains patients un caractère irritant voire se montrent hautement allergène ; c'est le cas du paraéthylènediamine ou paraphénylène diamine (PPD) ou de ses dérivés (isopropyle PPD) souvent présents dans le henné noir (qui tend à remplacer le henné naturel dont la couleur vire assez rapidement dans la peau au orange). Ces produits peuvent ainsi déclencher des achromies vitiligoïdes  (y compris sur la peau noire qui devient alors blanche là où le produit a été utilisé[126]) un eczéma de contact, une urticaire importante voire un œdème de Quincke[127] qui nécessite un traitement d'urgence). Ces allergènes puissants[96] peuvent déclencher une « allergie à vie[128] » au paraphenylène-diamine. Cette allergie sera ensuite réactivée par simple contact de la peau avec des teintures capillaires permanentes sombres, des encres noires et certains tissus, cuirs ou fourrures sombres ou noirs, les produits contenant du caoutchouc, (et peut être dans quelques cas au latex naturel[129],[130]), etc. L'allergie peut suivre une phase de sensibilisation, ou chez certaines personnes survenir dès les premiers contacts, y compris chez l'enfant soumis à un tatouage au henné noir[131].

Le travail de prévention de l'allergologue est rendu difficile par le fait que les types d'encres et de pigments varient selon les pays et les époques et par des étiquettes et même les fiches de sécurité renseignent mal sur la composition des encres de tatouage qui dans certains pays (Italie par exemple) n'est pas réglementé. .
Le travail de diagnostic allergique est également difficile car les patch tests conçus pour le mercure, le chrome et le cobalt sont inadéquats face aux nouvelles encres organiques (par exemple, les pigments rouges sont encore la cause la plus fréquente de dermatite de contact allergique, mais il ne s'agit généralement plus de Sulfure de mercure, remplacé par de nouveaux pigments organiques dont certains pénètrent mal au travers de la peau, même sous occlusion, ce qui rend inadapté des patch-tests les concernant. De plus, de nouveaux allergènes sont régulièrement identifiés.
Enfin, ces pigments peuvent évoluer dans le temps sous l'effet de la lumière solaire ou d'enzymes sécrétés par l'organisme.

### Interférences avec l'imagerie médicale
Certains pigments métalliques (riches en oxyde de fer) peuvent interférer avec l’imagerie médicale, de deux manières :
- d’une part en étant source d'artéfacts pouvant gêner l'interprétation de l’image[133],[134],[135].
- d’autre part en étant source de brûlures : Des patients ayant fait une IRM (imagerie à résonance magnétique) ont subi des gonflements et de brûlures[136],[137],[138] sur les zones tatouées ou de maquillage permanent (effet toutefois rare et de faible durée). Les pigments de tatouage ne sont pas les seuls à pouvoir déformer l'image IRM ; un simple fard de maquillage du tour des yeux contenant des oxydes de fer suffit à déformer la forme des globes oculaires à l'IRM, et un appareil dentaire non retiré distord l'image et fait disparaitre près de la moitié de l'image de la tête[139]. À la différence du tatouage ils peuvent être facilement retirés.

### Risque  toxicologique
Il est lié à la toxicité des pigments utilisés pour fabriquer les encres de tatouage, mais aussi à la toxicité ou au rôle synergique d'éventuels solvants ou additifs.

#### Risques liés à la toxicité de certaines encres

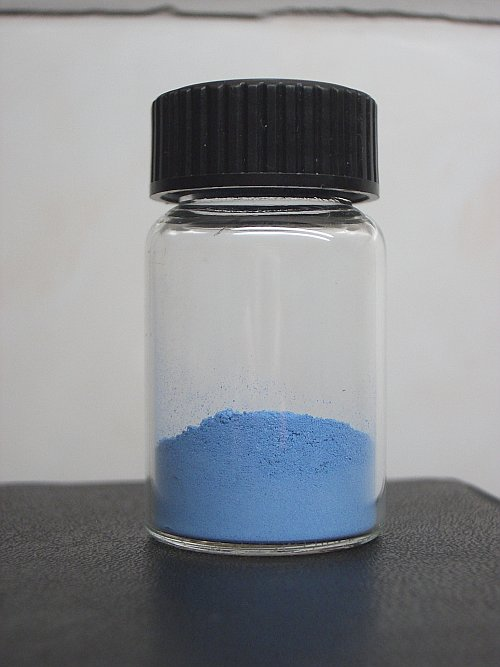
Cobalt(II) ; la toxicité cellulaire d'un pigment métallique dépend du type de sel en cause, et de la cellule qui l'intègre. les ions cobalt sont très toxiques pour de nombreux organes, mais les fibroblastes du derme montrent une certaine tolérance à leur égard et peuvent ainsi le fixer dans le derme, mais on ignore ses éventuels effets quand il est libéré par le détatouage au laser.

Une part importante des pigments utilisés sont depuis longtemps connus des toxicologues et médecins pour leurs propriétés hautement toxiques (et/ou cancérigène, mutagène ou reprotoxique pour certains d'entre eux) quand ils sont inhalés, ingérés ou introduits dans le sang ou divers organes.
Mais faute d'études, leur toxicité et comportement sont encore mal connus dans les parties profondes (derme) de la peau.
De plus certains de ces produits pourraient développer des synergies (positives ou négatives).
Leur toxicité peut être exacerbée par la grande finesse des poudres industrielles colorées. Celle-ci leur permet en effet d'une part de pénétrer le sang ou la lymphe si elles sont introduites trop profondément dans le derme, et d'autre part d'être chimiquement beaucoup plus réactives en raison d'une surface développée, surface de contact et surface de réaction) plus importante.
Des expériences animales, et d'exposition in vitro de cultures de cellules humaines, ont montré que les nanoparticules sont facilement phagocytées par certaines cellules, mais la plupart des expériences ont porté sur des particules inhalées, et non pas introduites dans le derme. Les données sont donc encore limitées et ne permettent pas encore de suivi épidémiologique ou écoépidémiologique fin.
Des nanoparticules phagocytées par une cellule peuvent interagir avec les membranes plasmiques et les organites cellulaires, d'autant que certaines de ces particules sont des catalyseurs. Certaines d'entre elles peuvent amorcer la production d'espèces réactives de l'oxygène responsables d'un « stress oxydant » dû aux radicaux libres qu'ils engendrent, avec des « effets en cascade » qui demandent encore à être étudiés).
À titre d'exemple : 
- Les pigments noirs : Ils étaient autrefois traditionnellement produits à partir de matières carbonisées, puis d'encre de Chine[143] ou de minéraux. Ils peuvent aujourd’hui être minéraux (à base de cristaux de magnétite ou de wustite). Ils sont le plus souvent à base de noir de carbone et constitués de particules de taille micrométrique à nanométrique, en particules de forme et taille plus ou moins régulière selon la marque d'encre[144]). Quand ils sont organiques, ces pigments sont aujourd'hui issus de la combustion de matières organiques ; c'est le cas du noir d'os (os qui est la partie du corps qui accumule le plus le plomb), carbone amorphe de combustion (suie pouvant contenir des traces de métaux indésirables[7] et d’HAP dangereux (benzopyrène, benzo-anthracène[145], d'organochlorés, etc. 
Les nanoparticules contenues par ces pigments sont en outre biochimiquement réactives et sources de d'espèces réactives de l'oxygène[146].

- Les couleurs vives et le blanc : ils étaient (ou sont encore) des colorants inorganiques, c'est-à-dire à base de métaux[7] (sels purs d'aluminium, antimoine, baryum, cadmium, cobalt, chrome, cuivre, fer, mercure, manganèse, nickel, plomb, strontium, titane vanadium). Ces métaux autrefois issus de pierres ou minéraux broyés sont aujourd’hui issus de l'industrie chimique. Ils sont utilisés sous forme de sels purs ou en associations polymétalliques (ex : séléno-sulfure de cadmium, chromate de plomb…)[143]. Tous ces pigments pouvant ensuite être mélangés entre eux pour donner des nuances particulières et former des dégradés (au risque de développer certaines synergies toxiques entre métaux). Les producteurs d'encres pour tatoueurs utilisent aussi la malachite et des ferrocyanure ou des ferricyanures ou le Cu/Al phtalocyanines, plus ou moins toxiques[143]. Des produits naturels réputés non toxiques peuvent être utilisés pour l’ocre (mélange d’argile et d’oxydes de fer). Des « rouges de naphtol » sont synthétisés à partir de naphte, moins allergènes et moins toxiques que les autres rouges, mais pouvant néanmoins susciter des allergies[143].

- Les colorants organiques : ils sont de plus en plus utilisés, souvent détournés d'autres usages pour le tatouage et le « maquillage permanent »[79]. Ainsi, au début des années 2000 une enquête européenne a trouvé plus de 40 colorants organiques différents dans les encres utilisées par les tatoueurs européens. Ces colorants étaient tous de qualité industrielle (et non de qualité médicale) et une grande partie d'entre eux étaient des composés azoïques qui - en se décomposant - donnent des amines aromatiques connues pour leur toxicité[79].

Certains de ces colorants sont d'ailleurs pour cette raison interdits dans les produits cosmétiques (maquillage, crèmes et produits de soins de la peau...). Selon les résultats de cette enquête, aucun des fabricants de cette quarantaine de colorants n'a spécialement formulé ces colorants pour qu'ils soient utilisables en toute sécurité pour le tatouage, et « ils ne semblent pas être au courant du fait qu'on pouvait utiliser certains de leurs colorants standard à ces fins ». De nombreuses complications médicales liées à ces colorants qui tendent à remplacer les colorants inorganiques traditionnels alors que leurs effets sur la santé à long terme restent inconnus. Une autre étude (néerlandaise, en 2003) a trouvé 10 échantillons contenant des amines aromatiques cancérigènes sur 63 encres de tatouage (soit 17 %) utilisés pour le tatouage et le maquillage permanent aux Pays-Bas.
- Les encres et pigments rouges : selon les retours d'expériences cités par la littérature scientifique, ce sont ceux qui semblent poser le plus de problèmes[147] d'allergies et de photoallergie, signalés dès les années 1960[148],[149]. On a aussi observé des réactions pseudolymphomateuses[150] (nodules infiltrés limités à la zone où l’encre rouge a été utilisée, apparues quelques mois après le tatouage) avec guérison possible ou (rarement) évoluant vers un lymphome. Le pseudolymphome peut être distingué d'un lymphome vrai par microscopie électronique, l'immunohistochimie ou analyse moléculaire[150]. Dans ce type de cas, « le Traitement de choix est une excision des zones enflammées » ; un pseudolymphome de type Hyperplasie lymphoïde chronique[151] peut aussi être traitée par abrasion au laser[152]). Histologiquement la lésion est décrite comme « infiltrat inflammatoire dermo-hypodermique lympho-histiocytaire dense, de type T (CD3+, CD5+, CD8+), associé à une réaction lichénoïde », avec « prise en charge est habituellement difficile » ; Plusieurs colorants rouge vif semblent poser problème, même quand ils ne sont pas à base de mercure[153],[143] ;

#### Risques liés à la toxicité des solvants ou additifs
Les sels métalliques ou d'autres pigments se présentent initialement sous forme de poudre.
Pour être injectés dans le derme, ils doivent être mis en solution dans un solvant. En général, il s'agit d'eau déminéralisée avec des additifs tels que la glycérine ou de la listérine et de l’alcool qui joue aussi un rôle (s'il est présent en quantité suffisante) pour l'asepsie et la texture de l'encre.
Le mélange solvant-additif pourrait exacerber l'effet toxique de certains pigments en favorisant leur pénétration dans le système sanguin ou lymphatique.

##### Risque de cancer
« Même si des cas de tumeurs malignes comme des mélanomes,,,, carcinomes basocellulaires, des carcinomes épidermoïdes et kératoacanthomes ont été rapportés au cours des 40 dernières années (chez des tatoués), on ne sait pas quel rôle jouent les tatouages dans leur pathogenèse ».
Le risque de cancer n'est pas clairement démontré ni infirmé quand ce type de pigment est emprisonné dans le derme et tant qu'il y reste. Les métaux ne sont ni biodégradables ni même dégradables. S'il existe, ce risque ne se révèle qu'à long terme (il faut généralement plusieurs décennies pour qu'un cancer apparaisse). Il est donc à réévaluer en raison de l'apparition de nouveaux pigments (organiques) de tatouage.
Plusieurs arguments rendent ce risque crédible : Certains cancers peuvent avoir un traumatisme de la peau ou une infection comme origine. De plus, plusieurs composants des encres de tatouages (sels métalliques, colorants organiques et certains additifs) sont des cancérigènes avérés quand ils sont inhalés ou ingérés. C'est aussi le cas des HAP souvent trouvés dans les encres noires de tatouage (Regensburger et al. ont trouvé dans 19 encres noires du commerce analysées sept HAP classés  « carcinogène humain probable » par l'EPA et/ou comme carcinogène humain par l’IARC (Benzo(b)fluoranthène, Chrysène, Benz(a)anthracène, Indéno(1,2,3-cd)pyrène, Benzo(k)fluoranthène, Benzo(a)pyrène, Dibenzo(a,h)anthracène).
Deux cas particuliers cités par la littérature sont le « maquillage permanent » et la suppression de tatouages ;
Le maquillage permanent présente des risques à ne pas sous-estimer, avec des complications nouvelles et de plus en plus fréquentes. 
En 2006, la FDA avait déjà recensé plus de 150 rapports relatifs à des problèmes de santé induits par des maquillages permanents, ;
Remarque : Un tatouage existant peut être source de pièges pour le diagnostic notamment pour l'histopathologie du mélanome l’un des cancers les plus dangereux. Le tatouage peut cacher ou rendre plus difficile le repérage (clinique et dermatoscopique) de cancers dont le premier symptôme est une lésion pigmentée, et inversement une accumulation de pigments dans le derme ou une mauvaise cicatrice de tatouage peut être confondu avec un mélanome ou mimer un ganglion sentinelle de mélanome,.

### Reprotoxicité?
Des colorants contenant des métaux perturbateurs endocriniens ou reprotoxiques ont été utilisés dans le passé, parfois près de la thyroïde ou près organes génitaux (ou sur ces organes même) chez l'homme.

Récemment, l'EPA a trouvé dans des colorants récents utilisés par des tatoueurs des phtalates. Du dibutyl phtalate a été trouvé dans 14 encres noires aux États-Unis. Probablement rapidement métabolisés, par rapport à d'autres sources de phtalates, il ne semble pas être une source significative de risque pour le porteur du tatouage (bien que le comportement de phtalates directement injectés dans le derme ne semble pas avoir fait l'objet d'études). Le seul risque signalé concernerait la femme qui se ferait faire un tatouage alors qu'elle se prépare à faire un enfant, ou déjà enceinte ou allaitante (Cf. effet féminisant sur l'embryon ou le bébé).
Le mercure, de même que l'arsenic, sont aussi des perturbateurs endocriniens.
Du plomb (reprotoxique avéré, et source de saturnisme) a aussi été trouvé dans une étude ayant porté sur 17 encres noires de tatouage produites par 5 producteurs.
Des études récentes ont mis en évidence une migration de certains colorants jusque dans les ganglions du système lymphatique. Les encres de tatouage ne semblent pas avoir fait l'objet d'études de risque du point de vue d'une éventuelle migration de pigments ou substances reprotoxiques vers les organes reproducteurs ou les cellules reproductrices.

### Risques induits par le «détatouage»
Burris et Kim concluaient en 2007 d’une enquête que 50 % environ des  personnes tatouées exprimait des regrets et aimerait faire retirer leur tatouage.
Depuis les années 1980, les outils et moyens de « détatouage »  ont beaucoup évolué et se sont largement diversifiés ; Jusque dans les années 1970, la salabrasion était utilisée, mais en étant très douloureuse et rarement de manière satisfaisante, notamment pour les tatouages faits sur les doigts, très persistants,). La dermabrasion et l'excision chirurgicale étaient d'autres alternatives. La méthode aujourd'hui la plus utilisée est la « photo-thermolyse sélective » qui vise à supprimer tout ou partie d'un tatouage par « destruction » des pigments par des lasers. Elle est parfois très performante, et de nouvelles pistes de développement sont espérées pour les années 2013-2020, par exemple en améliorant le laser ultrapulsé au CO2 en le combinant avec un laser QS Nd:YAG (1064 nm)...). Elle peut être appliquée à la plupart des tatouages (professionnels, amateurs, traumatiques et accidentels, cosmétiques et médicaux), mais elle doit toujours être appliquée avec précaution, et ne convient pas aux peaux naturellement pigmentées) ni pour certaines encres qui au contraire foncent ou noircissent immédiatement et définitivement sous l'effet du laser. On suppose que cet obscurcissement de la couleur - au moins dans certains cas - est dû à un changement d'état d'oxydation du pigment, avec par exemple une réduction de l'oxyde ferrique rouge (Fe2O3) en oxyde ferreux (FeO, noir de jais), via un processus chimique mal compris.

Un nombre parfois important de séances est nécessaire et le laser échoue encore à effacer certains tatouages, notamment pour les couleurs noires ou bleues.
Le détatouage laser présente en outre des incertitudes en termes d'impacts toxicologiques et de santé, car le laser vise ici les couches profondes de la peau, et y produit par décomposition des pigments des composés chimiques mal caractérisés. Il y intervient à plusieurs reprises car plusieurs séances sont généralement nécessaires.
Le niveau de risque pour la santé est encore mal évalué (pour le cancer notamment), faute de suivi épidémiologique à court, moyen et long terme des personnes tatouées et/ou détatouées et d'autre part car quand un mélanome ou autre type de cancer apparait sur un tatouage ou à l'emplacement d'un ancien tatouage, ou sur le trajet du réseau lymphatique le plus proche, il est difficile de faire la part du hasard ou d'un éventuel lien causal, il est difficile de différencier un cancer de la peau induit par le soleil d'un cancer éventuellement induit par les produits chimiques issus de pigments fragmentés en nanoparticules ou ions par le laser, mais « Plusieurs formes de lésions malignes de la peau ont été observées au site même du tatouage incluant le carcinome basocellulaire, le carcinome spinocellulaire et le mélanome malin », plaidant en faveur d’un risque réel ou encore le lymphome non-hodgkinien.
Selon Varma et al. (du Département Dermatologie de l'université de l'Oregon), « des complications et des effets secondaires peuvent résulter de traitements au laser, incluant des cicatrices, une hypopigmentation, une  hyperpigmentation, une élimination incomplète du tatouage, une infection, des saignements et l'assombrissement de certaines encre de tatouage ».
Plus précisément, la littératures médicale cite par exemple les problèmes et complications suivants :
- hypo- et hyperpigmentations[182] ; ces changements sont presque toujours transitoires disparaissant habituellement en 6 à 12 mois. Ils apparaissent chez environ 50 % des patients traités au laser Q-switch ; mais ils sont parfois irréversibles[183] ;
- troubles de cicatrisation[182] ;
- réactions chéloïdes[182] ;
- réactions eczématiformes[182] ;
- dans un cas au moins l'opération a généré une urticaire aiguë généralisée « compliquant chaque séance de détatouage » avec apparition d'une hypersensibilité associée à un angio-œdème après détatouage au laser Nd:YAG angio-œdème[182] ;
- Le détatouage libère dans l'organisme des métaux ou sous-produits organiques connus pour être toxiques, cancérigènes ou mutagènes (seuls ou en « cocktails ») et le devenir de ces sous-produits du détatouage et leur nature physicochimique sont encore mal connue[34],[96] (C'est le cas pour la plupart des pigments organiques, ou pour les pigments métalliques qui ont déjà interagi avec l’organisme, par exemple après avoir été « inertés » par des métalloprotéines produites par le corps humain). L'énergie du laser fragmente les pigments en micro- ou nanoparticules et en sous-produits divers[34]. À titre d'exemple les pigments rouges Red 22 et Red 9 désintégrés par le laser libèrent les molécules organiques suivantes :  2-méthyl-5-nitro-aniline, 4-nitrotoluène, 2,5-dichloroaniline et 1,4-dichlorobenzène[35] dont certains ont une toxicité bien connue (avec aussi un caractère photo-mutagène et cytotoxique (mutagénicité activée par la lumière) dans le cas du dichlorobenzène[184]. 
Ces molécules ou de petits fragments de pigments sont entrainés vers le réseau sanguin et le réseau lymphatique et les ganglions proches[4],[185] avec des effets qui ne semblent pas avoir été étudiés. 
Certaines de ces petites particules contiennent des composés toxiques qui étaient piégés dans l’épiderme, mais qui vont à l'occasion du détatouage ou de la photolyse d'un pigment organique pénétrer dans d'autres parties de l'organisme via la lymphe et le sang[96] où l’on ignore presque tout de leurs effets possibles. 
Quelques cas montrent que les ganglions lymphatiques (dont ganglions sentinelles) peuvent piéger des pigments perdus par un tatouage proche (dans un cas, le ganglion bleu était associé à kyste de l’ovaire gauche, chez une femme de 31 ans[186] et dans un autre cas, le ganglion mimait une possible métastase (d'un mélanome opéré juste au-dessus d'un tatouage sur l'épaule)[187].
  - Dans le cas des pigments métalliques, tout ou partie des cristaux formant ces pigments sont fragmentés par les impulsions laser ; les fragments gagnent alors le réseau sanguin ou lymphatique mais leur devenir précis est ensuite méconnu ; le métal peut être fragmenté ou chimiquement modifié, mais il ne peut être détruit. Plus la particule est petite, plus elle est potentiellement chimiquement réactive.
  - Dans le cas des pigments organiques (azoïques notamment), le grain de couleur est plus ou moins intégralement détruit par les impulsions laser à très haute intensité. Il est transformé en composés volatils ou simplement clivés[35] en sous-produits contenant des « composés potentiellement toxiques ou carcinogènes »[188].

Une revue de la littérature scientifique sur le détatouage laser a été faite par quatre chercheurs du Département de dermatologie et de chirurgie de la peau de l'Université de Miami ; publié en 20130. Elle conclut encore à « des succès variables » avec notamment des problèmes de dépigmentation, réactions allergiques, débris de l'épiderme, assombrissement de certaines encres. « Les effets indésirables possibles autres que des cicatrices et dépigmentation, ne sont pas pleinement compris », et les « patients doivent être avertis de la possibilité d'irréversible assombrissement de tatouage cosmétique » ; il ne leur reste alors que l'exérèse chirurgicale

## Séquelles sociopsychologiques
Quand un tatouage initialement valorisant dans une certaine communauté, est devenu stigmatisant dans un autre contexte, le médecin, mais aussi le psychologue, psychiatre, travailleur social, parent, proches, etc. peuvent parfois avoir à prendre en charge une détresse psychologique.
Ce phénomène n'est pas nouveau, et est à l'origine de la demande (ancienne) de détatouage.
Un tatouage peut être regretté voire contribuer à une dégradation de l'image de soi. Il est alors source de souffrance psychoaffective. Peu de statistiques sont disponibles sur ces questions, mais à titre d'exemple environ 15 % des néerlandais tatoués regrettent leur tatouage et voudraient s'en débarrasser, parce qu'ils le jugent raté ou ne l'assument plus,.
Un tatouage mal effacé par le laser (ou par un autre moyen), notamment dans les cas de tatouages bleus-verts, ou faits avec des noirs à base d'oxyde de fer, ou certains tatouages « auto infligés » par des adolescents, ou encore un tatouage déformé par l'âge ou des vergetures et/ou par l'extension de la peau du ventre lors d'une ou plusieurs grossesse(s) peuvent aussi être source de souffrance psychique.

### Tatouages et péridurale

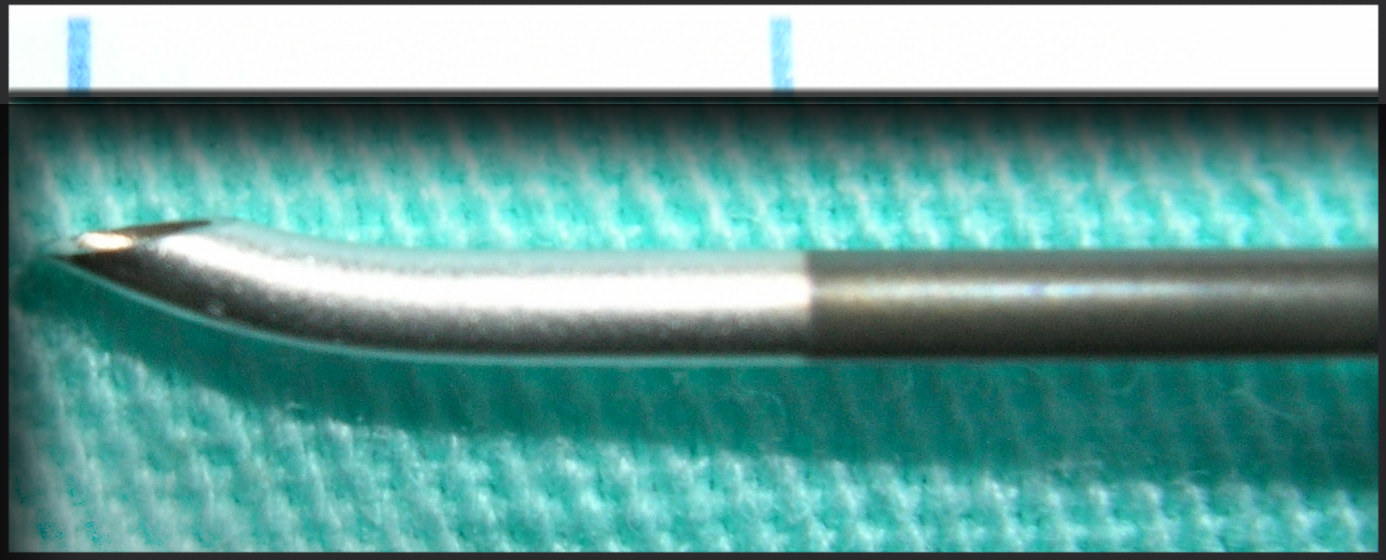
Détail (biseau et courbe) d'une aiguille de Tuohy utilisée pour les ponctions péridurales.

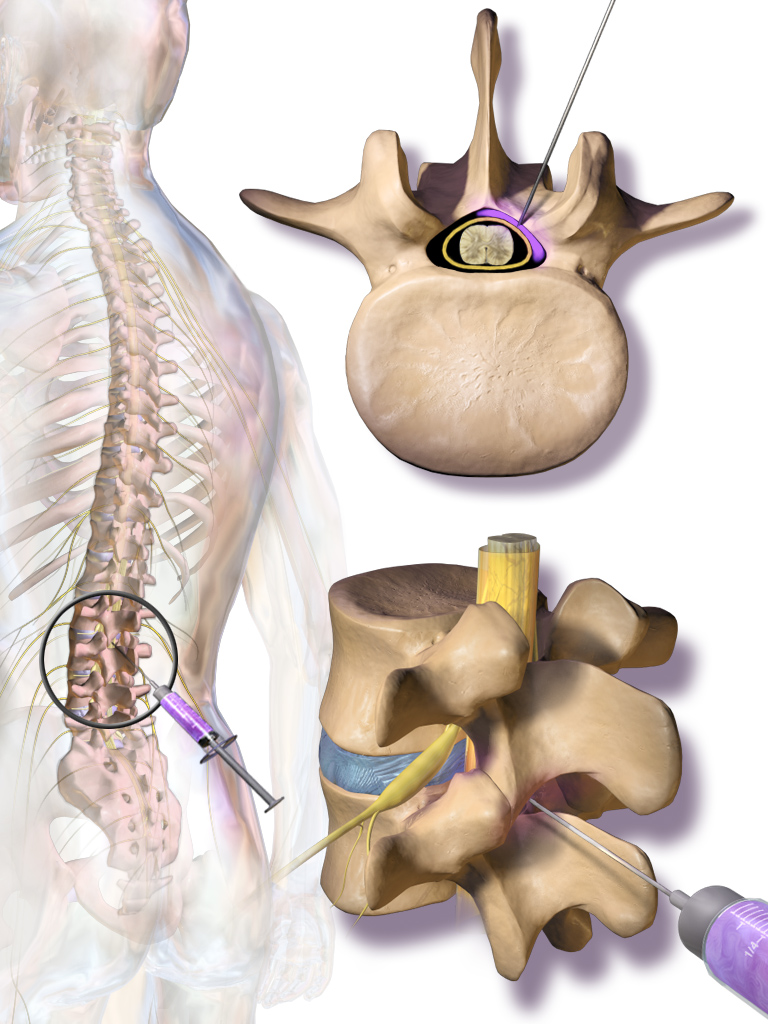
Position de l'aiguille ou du cathéter d'anesthésie péridurale.

En 2010, N. Kluger attire l'attention sur les risques posés par certaines formes de body art pouvant interférer avec l'accouchement (certains perçages notamment et des tatouages situés au niveau de la pose du cathéter d'anesthésie locorégionale périmédullaire dite « péridurale ».
En 2012, environ 80 % des femmes accouchent sous péridurale. Elle nécessite de traverser la peau au niveau des lombaires et jusqu'à la dure-mère.
La littérature ne mentionne pas de complications sérieuses en présence de tatouage, mais les tatouages positionnés sur la zone des lombaires semblent plus fréquents, et les tatouages féminins sont également proportionnellement plus fréquents. Or, si l'aiguille et le cathéter traversent un tatouage fait dans la région lombaire, il existe un risque d'introduction de microbes, d'antigènes ou de métaux ou pigments organiques près de la moelle ou dans la moelle (« une ponction en zone tatouée peut entraîner un carottage de tissu avec dépôt de pigments dans les espaces périmédullaires qui induirait alors un risque théorique de complications neurologiques tardives »).
Selon un sondage fait avec mise en situation en 2010, auprès de 54 anesthésistes de maternités du Languedoc-Roussillon, 57 % ont répondu qu'ils « piqueraient dans le tatouage, 39 % ne piqueraient pas et parmi ces derniers deux tiers seulement proposeraient une alternative à l’analgésie péridurale ».

Si une césarienne était programmée ou nécessaire en urgence, la plupart de ces anesthésistes feraient une rachianesthésie et 70 % de ces anesthésistes ont signalé qu’il n’y a pas de réponse consensuelle dans leur service à ce sujet.
Une solution technique proposée par Raynaud et al (2006) est d' « essayer de ponctionner en dehors de toute zone pigmentée, soit en sélectionnant un espace sus- ou sous-jacent, soit en cherchant à l'intérieur du tatouage un espace libre. En cas d'impossibilité, une incision limitée du derme peut permettre l'introduction de l'aiguille sans risque de carottage. La conduite à tenir doit être décidée dès la consultation d'anesthésie, après avoir informé le patient. ».

## Historique des mises en garde
Les raisons listées ci-dessus ont motivé diverses autorités médicales et de santé publique a émettre des alertes et/ou des recommandations d'interdiction, réglementation et contrôle des encres et colorants utilisés par les tatoueurs, dont en France
- en 2012 par le Syndicat national des dermatologues et vénérologues[198] ;
- en 2007, par l’Agence française de sécurité sanitaire des produits de santé qui a mis en garde les personnes désirant être tatouées
- En France, un arrêté ministériel vise à interdire 59 des 153 colorants utilisés par les tatoueurs. Les tatoueurs ont obtenu un délai supplémentaire. La plus grande association de tatoueurs professionnels craint que certains de ses clients ou membres se tournent vers la clandestinité vers des tatoueurs « qui officient à domicile et sans aucune précautions sanitaires, et qui s'approvisionnent en pigments en Chine mais ne sont jamais inquiétés », prévient Tin-Tin, artiste reconnu dans la profession.

D'autres mises en garde ont été adressées par exemple par :
- l’Office fédéral de la santé publique de la Confédération suisse ;
- la Food and Drug Administration des États-Unis ;
- Santé Canada ;
- la Commission européenne[199], en particulier quant aux risques induits par des encres de tatouage contaminées par des microorganismes, ou la pratique des tatouages éphémères noir[200].

## Législation, juriprudence et tendances réglementaires
Depuis la fin des années 1990, les législations nationales ou internationales tendent à évoluer, pour combler les lacunes juridiques concernant les encres (au mieux assimilées à des produits cosmétiques alors qu’elles sont injectées) et pour  mieux prendre en compte les risques infectieux et toxiques et  liés aux colorants et additifs chimiques nouveaux.
Une première tendance a été de créer une législation sur le tatouage et d'au moins aligner les encres injectables dans le derme sur les produits cosmétiques. Des listes de produits autorisés ou interdits sont aussi en préparation.

### Aux États-Unis
En 2005, en Californie, un procès a fait suite à une plainte de l' American Environmental Safety Institute (AESI) déposée contre huit compagnies produisant des encres de tatouage, pour violation du droit californien (California’s Proposition 65) qui exige que les Californiens soient averti - avant l'exposition - quand ils sont mis en présence de substances chimiques susceptibles d'induire un cancer, des malformations congénitales ou d'autres problèmes de reproduction. 
Ce procès a été motivé par le fait que le tatouage (des adolescents notamment) est devenue un vaste marché et que les futurs tatoués ne sont pas prévenus qu'ils vont être exposés de manière chronique à certains métaux toxiques et à de nouveaux colorants non métalliques pouvant néanmoins contenir « des traces d'antimoine, d'arsenic, de béryllium, de chrome, de cobalt, de plomb, de nickel et de sélénium ». Selon  Deborah Sivas (pdt de l'AESI), l'encre d'un tatouage de 3 x 5 pouces apporte de 1 à 23 microgrammes de plomb, à comparer à la norme de 0,5 microgrammes/jour autorisées par la Proposition 65. Le microscope montre que des nanoparticules de deux encres noires au noir de carbone (particules de 40 et environ 50 nanomètres) injectée dans le derme de la souris sont d'abord captées par des macrophages en générant immédiatement des cytokines inflammatoires puis dans les 10 à 20 semaines qui suivent interviennent les mastocytes et fibroblastes dermiques qui fixent ces particules dans le derme alors que l'inflammation diminue. Mais la manière dont on évalue le devenir dans le temps des pigments des encres reste un problème note Westley Wood, président de Unimax Supply (fournisseur d'équipement de tatouage et producteur d'encres qui a opté pour un règlement à l'amiable dans ce procès) ; faut-il considérer qu'ils sont biologiquement actifs chaque jour de la vie qui reste au tatoué, ou la part des produits non fixés est elle « dissipée dans le corps en un mois ? ». 
Linda Dixon (Présidente de l'« American Academy of Micropigmentation », une association qui rassemble des personnes intéressées par le secteur commercial du tatouage et des produits cosmétique associés, incluant le fabricant Kolorsource d'encre de tatouage) estime que « la toxicité des métaux n'a pas été un problème observé (...) l'Information sur les pigments dans les produits traditionnels de tatouage est généralement un secret commercial et non partagée . Nous avons besoin d'une information scientifiquement fondée » ; elle suggère que soit publiée une liste de pigments connus pour être sans danger et de ceux qui sont connus pour être toxiques. À la suite de ce procès, depuis 2007, deux des principaux producteurs d'encres doivent en californie appliquer sur leurs produits, catalogues et sites web une étiquette d'avertissement précisant que certaines encres « contiennent de nombreux métaux lourds, notamment du plomb, de l'arsenic et d'autres et que certains de leurs ingrédients ont été reliés au cancer et à des malformations congénitales ».

### En Europe
Ces colorants doivent désormais être conformes aux législations sur les produits cosmétiques.
Certains d’entre eux doivent théoriquement aussi répondre à la législation sur les substances dangereuses, toxiques, cancérigènes, mutagènes ou reprotoxiques et aux « Critères concernant les procédés et les substances chimiques », y compris pour le maquillage permanent.
En 2008, une résolution (ResAP, 2008) a porté sur les exigences et les critères de sécurité des tatouages et du maquillage permanent, remplaçant la Résolution ResAP 2003 sur les tatouages et le maquillage permanent) (Adopté par le Comité des Ministres le 20 février 2008 lors de la 1018e réunion des Délégués des Ministres)
En 2009, une harmonisation européenne des dispositifs de cosmétovigilance est également prévue et devrait être cadré par un règlement Cosmétique attendu pour 2013-2014.
En 2015, à la suite de rapports, montrant que certains composants d'encres de tatouage présentent des risques pour la santé, la Commission européenne a missionné le Comite d’évaluation des risques de l’Agence européenne des produits chimiques (Echa) pour une évaluation du danger posé par certaines encres de tatouage et de maquillage permanent. En 2016, le JRC a publié un rapport réalisé en 2015 sur le sujet
En 2019, l'Echa a préconisé que certains pigments (cancérogènes, mutagènes ou toxiques avérés ou suspectés) soient interdits car « les pigments d’encre peuvent migrer de la peau vers différents organes, tels que les ganglions lymphatiques et le foie. (…) Étant donné que les produits chimiques utilisés dans les encres de tatouage et le maquillage permanent peuvent rester dans l’organisme toute la vie, il existe également un risque d’exposition à long terme aux ingrédients potentiellement dangereux ».
En décembre 2020, l'UE a adopté ces recommandations qui devraient permettre d'éviter environ 1 000 nouveaux cas d'allergiques chroniques par an, ainsi que d'autres réactions cutanées et effets graves induits par certains pigments ou d'autres composés nocifs présent dans certaines encres.
En janvier 2022, 25 premiers colorants seront interdits, et un taux maximal plus protecteur de sera fixé pour certaines additifs ou résidus présents dans les encres (colorants azoïques, hydrocarbures aromatiques polycycliques (HAP), métaux lourds et métalloïdes, méthanol…) et 25 pigments (rouge, orange, jaune…) seront interdits dans toute l’Union européenne. En raison de leur importance pour les tatoueurs et de l'absence d'alternative en 2021, une dérogation concerne deux pigment (Blue 15:3 et Green 7) qui seront autorisés jusqu'au 4 janvier 2023.

### En France
- La loi fixe des conditions minimales d’hygiène et de salubrité pour la mise en œuvre des techniques de tatouage permanent[215],[216],[217].
- les substances (colorants, additifs, diluants, désinfectants…) et en particulier les pigments  utilisés par les tatoueurs doivent se conformer à une liste de produits autorisés ou interdits pour les produits cosmétiques (dont certains autorisés sous restrictions et conditions particulières, par exemple pour certains sels de baryum, sulfates ou sulfures ). 
Cette liste a été mise à jour en 2001[218]) puis en 2013 par un nouvel arrêté[219],[220] qui  interdit les colorant les plus à risques du marché des tatouages, après avis (en 2010)  du « groupe d'experts sur l'évaluation des risques des produits de tatouage »[221], faisant lui-même suite à un avis de 2002 du  et du Comité scientifique pour la sécurité des consommateurs[222] Sont notamment interdites « Les substances classées cancérogènes, mutagènes et reprotoxiques (CMR) 1A, 1B, 2 et sensibilisantes de catégorie 1 par le règlement modifié (CE) n° 1272/2008 modifié relatif à la classification, à l'étiquetage et à l'emballage des substances et des mélanges et ses modifications publiées au Journal officiel de l'Union européenne, notamment l'annexe VI, partie 3, tableau 3.1 « Liste des classifications et étiquetages harmonisés de substances dangereuses, figure dans le volume III a distinct » et le tableau 3.2 « Liste des classifications et étiquetages harmonisés des substances dangereuses, provenant de l'annexe I de la directive 67/548/ CEE, figure dans le volume III b distinct » » ; Sont également interdits « Les substances listées au tableau 1 « Liste des amines aromatiques qui ne doivent pas être présentes dans les produits servant au tatouage et au maquillage permanent ni libérées par les colorants azoïques, en particulier en raison de leurs propriétés cancérogènes, mutagènes, reprotoxiques et sensibilisantes » et au tableau 2 « Liste non exhaustive de substances qui ne doivent pas être présentes dans les produits servant au tatouage et au maquillage permanent en raison de leurs propriétés cancérogènes, mutagènes, reprotoxiques et/ ou sensibilisantes (BC/ CEN/97/29.11) » de la résolution ResAP (2008) 1 du Conseil de l'Europe sur les exigences et les critères d'innocuité des tatouages et des maquillages permanents (remplaçant la résolution ResAP (2003) 2 sur les tatouages et les maquillages permanents), adoptée par le Comité des ministres le 20 février 2008 ».

## Contrôles sanitaires et toxicologiques des encres
Ils devraient concerner les aspects microbiens d'une part et le risque allergène et toxicologique d'autre part.
Les encres utilisées dans les pays riches semblent produites dans quelques pays seulement, et elles sont souvent commandées par Internet. Ainsi au Danemark, une enquête sur les tatoueurs traditionnels a conclu que tous (à l'exception d’un seul fabriquant lui-même ses propres encres de tatouage) utilisent des encres fabriquées à l'étranger. Les autorités environnementales ou sanitaires du pays ne peuvent donc pas contrôler les processus industriels de production des pigments ou des encres.

## Évaluation des risques
Alors qu'il existe depuis longtemps une législation pour les médicaments et les transfusions et en France des structures d'hémovigilance et de sécurité transfusionnelle, il n'y a toujours pas en 2013 de loi avec décret d'application en vigueur sur les encres de tatouage, qui sont pourtant injectées dans le corps.
Un décret a été préparé en s'appuyant sur la réglementation sur les cosmétiques. Ce décret par du principe logique que si un produit est interdit en contact externe avec la peau, il devrait aussi l'être en injection dans le derme par les aiguilles de tatouage.

### Cosmétovigilance
Sous l'égide du ministère français de la santé et d'une loi de 2004, L'AFSSAPS a mis en place une unité de « cosmétovigilance » chargé de surveiller le « marché des produits cosmétiques, en l’absence de mécanisme d’autorisation préalable d’évaluation des produits » pour  détecter les problèmes émergents, notamment liés au développement du tatouage ou de nouveaux produits ou modes de tatouer et rappelle régulièrement que « tout effet indésirable consécutif à l’utilisation de produits cosmétiques doit être déclaré à l'Agence » (avec par exemple 210 déclarations retenues en 2010, dont 14 liées à un tatouage au henné noir / 57 % des déclarations provenaient de dermatologues).

L'allergo-vigilance a montré en France en 2007 (1re étude multicentrique de fréquence des consultations allergologiques auprès de 138 allergologues) alors que 7,9 % des allergologues ont observé des allergies aux piercings, 18,9 % ont identifié une allergie au henné de tatouages semi-permanents et/ou ont repéré des eczéma de contact, eczéma généralisé, prurit et œdème dus aux tatouages. Les auteurs attirent l'attention sur « le risque d’allergie grave à la PPD, la nécessité d’une surveillance à long terme d’un risque de lymphocytome cutané, les difficultés thérapeutiques et un encadrement des pratiques » ;
- le code de la santé publique dit que « la mise sur le marché à titre gratuit ou onéreux d'un produit cosmétique est subordonnée à la transmission aux centres antipoison mentionnés à l'article L. 6141-4, d'informations adéquates et suffisantes sur les substances utilisées (liste fixée par arrêté) »[215] ;
- Tout professionnel de santé constatant « un effet indésirable grave susceptible d'être provoqué par un produit doit en faire la déclaration sans délai au directeur général de l'AFSSAPS »[215].
- les fabricants, responsables de la mise sur le marché, distributeurs doivent également participer au système national de cosmétovigilance[227]
- « Le directeur général de l'AFSSAPS peut demander aux fabricants, aux responsables de la mise sur le marché ou aux importateurs, la liste de leurs produits dans la composition desquels entrent une ou plusieurs substances dont l'innocuité présente un doute sérieux »[215].

### Mieux explorer/diagnostiquer l'état et l'impact d'un tatouage
Pour préparer un « détatouage » ou préciser l'étiologie d'anomalies dermatologiques apparues au droit d'un tatouage, le médecin (de médecine légale éventuellement) et le biologiste peuvent et doivent s'appuyer sur :
- l'observation clinique : l'examen visuel du tatouage et l'étude de l'aspect et la texture de la peau (sur le corps et au niveau du tatouage) sont complétés par une interrogation sur l'histoire du patient (et la recherche d'éventuels antécédents familiaux). Pour le détatouage comme pour le futur tatouage, il faudrait idéalement aussi connaitre la nature des encres (pigments, additifs) utilisés, et savoir si le patient a tenté lui-même un détatouage (ex : crème ou salabrasion autoappliquées au domicile).

- l'échographie par ultrason haute-fréquence : elle met en évidence[118] un épaississement du derme plus marqué quand la réaction est sévère, mais ne distingue pas de particularité liées aux réactions granulomateuses et pseudolymphomateuses[118].

- l'image infrarouge numérique : la photographie et la réflectographie) sont utilisées avec un certain succès depuis quelques années dans le domaine médico-légal[228], avec l'avantage d'être aussi efficace quels que soient l'âge, le sexe, l'ancienneté du tatouage et même la couleur de peau[228]. L'infrarouge permet de révéler la forme d'un tatouage ancien qui a été caché par un tatouage fait postérieurement : dans 55,6 % des cas, et de manière très claire dans 38,9 % des cas. Par contre le dessin ancien reste caché dans 44,4 % des cas (Selon une étude anglaise récente (2013)[229]. Pour l'étude des tatouages d'une momie, l'image sous UV peut aussi être mobilisée[230]. Starkie & al. (2011) étude a observé la dégradation du cadavre d'un cochon tatoué et en particulier la dégradation/momification partielle de la peau. À 17 jours, alors que le tatouage devient difficile à observer sur une photo normale, la photo infrarouge le révèle beaucoup mieux[228].
Une autre solution pour faire réapparaitre un tatouage sur la peau d'un cadavre consiste à utiliser le peroxyde d'hydrogène (solution à 3 %)[231].

- la biopsie : elle permet le cas échéant d'analyser les pigments[232], pour mieux les détruire au laser, et/ou pour préciser le diagnostic de certaines évolutions adverses d'une peau tatouée. Elle complète l'observation clinique d’anomalies dermatologiques ou de coloration apparues sur un tatouage (les symptômes externes sont souvent, mais pas toujours, en corrélation avec le modèle histologique[233]. 
Une biopsie peut aussi compléter des tests d'allergie exemple ou une recherche d'atteinte systémique (en cas de sarcoïdose apparue après un tatouage par exemple)[233]. L'analyse histologique d'une biopsie faite au niveau du tatouage permet de découvrir ou confirmer des signes de lupus, de dermatite, d’inflammation autour des pigments, des tumeurs ou un mélanome malin[233].

### Déficits d'évaluation
Le risque toxique lié aux pigments, comme celui induit par les solvants et additifs sont tous mal ou incomplètement évalués, pour plusieurs raisons :
- Il y a eu peu d'intérêt (ou de financements) de la recherche pour ces questions durant le XXe siècle, durant lequel le tatouage tendait à régresser et à être réservé aux adultes mûrs, le recevant dans des officines plus sûres et de tatoueurs mieux équipés, mais depuis les années 2000 la mode du tatouage a connu une nette recrudescence chez les jeunes alors que de nouvelles encres apparaissaient, vendues de manière moins contrôlable via internet (ex. : encres fluorescentes, plastiques ou détournées d'autres usages (encres d'imprimante…)) ;

- Nombre de produits chimiques (toxiques ou non) insérés dans l’épiderme n’ont pas du tout le même comportement quand ils sont appliqués de manière externe sur la peau saine, ou quand ils sont inhalés ou ingérés. 
Un risque toxique est depuis longtemps suspecté car certains pigments sont composés de sels métalliques qui sont par ailleurs connus pour être hautement toxiques (sels de cadmium, cobalt ou mercure par exemple) ou assez toxiques pour être classés substances dangereuses. 
On ignore cependant encore dans quelle mesure ces pigments plus ou moins « piégés » dans l’épiderme interfèrent avec les fibroblastes ou avec les fonctions vitales de l'organisme et ont ou non des effets à moyen ou long termes (par exemple sur la production du derme, l’immunité ou le métabolisme de la peau) ;

- certains pigments organiques ou organométalliques sont en outre chimiquement plus ou moins instables. Certains se décomposent sous l’effet de la lumière (phénomène dit de « photolyse ») et peut-être par certains enzymes produits par le corps humain[8]. C'est le cas par exemple du composé monoazoïque « Pigment Yellow 74 » (« PY74 », « CI 11741 » ou « jaune 74 », très utilisé dans le monde du tatouage[234] qui est photolysé dans la peau en sous-produits pouvant être toxiques (N-(2-méthoxyphényl)-3-oxobutanamide (o-acétoacétanisidide), 2-(hydroxyimine)-N-(2-méthoxy-phényl)-3-oxobutanamide et N,N'-bis-(2-méthoxy-phényl)-urée[234] dont on connait mal la cinétique, le devenir et les effets) car la phototoxicologie ou photochimie des pigments de tatouage et la toxicité de leurs produits de décomposition ont été peu étudiées et pour quelques cas seulement[234]. Une étude de l'université de Regensburg (2009) a consisté à tatouer des souris de laboratoire avec le pigment « Rouge 22 » (à une densité de 186 microgrammes/cm2En 42 jours, cette densité de pigment avait décru à 32 % de la valeur initiale, et un traitement au laser de la peau tatouée a alors encore réduit le teneur en pigment de moitié (par rapport à une souris tatouée non traitée au laser)[71]. Chez les souris tatouées exposées durant 32 jours sous un simulateur de rayonnement solaire, environ 60 % du pigment a été photodécomposé dans la peau en amines aromatiques, molécules a priori dangereuses pour l'organisme[71] ; Remarque : la lumière pulsée est également utilisée pour l'épilation, éventuellement sur une peau déjà tatouée ou à proximité d'un tatouage[235]

- La littérature scientifique fait aussi état de la toxicité intrinsèque de certains additifs des encres, mais tout en signalant que des recherches plus approfondies sont nécessaires à propos du comportement des pigments dans le derme et le corps[236] ;

- L'étude de ces effets est délicate, par manque de suivi épidémiologique et car ils sont difficiles à distinguer de ceux des nombreux autres polluants ou toxines introduits dans le corps humain durant la vie de l’individu ;

## Prévention et gestion des risques

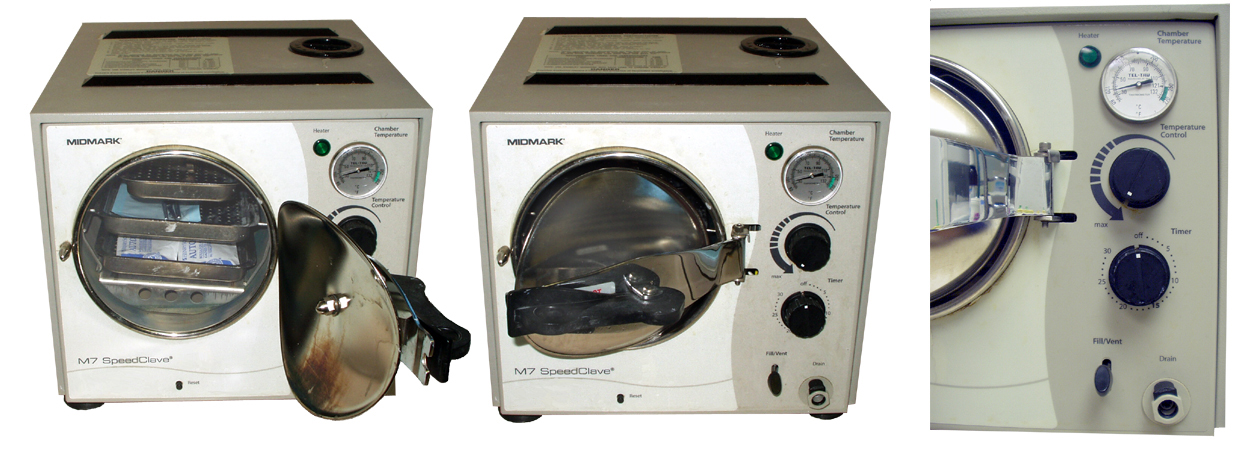
Différentes vues d'un autoclave, instrument nécessaire à la désinfection des aiguilles, buses Il contribue à la maitrise du risque infectieux.

Elle s'appuie sur l'application de divers principes, dont :
- le respect de la loi et en particulier concernant :
  - la qualité microbiologique des encres : elles doivent en France respecter des dispositions relatives à la fabrication, au conditionnement et à l'importation des produits de tatouage visées par l'article 149 de la loi no 2004-806 du 9 août 2004 (JO du 11 août 2004), relative à la politique de santé publique,
  - l'interdiction de tatouer les mineurs : En France l’article R.1311.11 interdit aux tatoueurs de tatouer des jeunes n’ayant pas 18 ans, sauf s'ils disposent d'une autorisation écrite des parents « qui est conservée pendant 3 ans ». Certains tatoueurs refusent d'ailleurs de tatouer les mineurs, même avec autorisation parentale,
  - la déclaration obligatoire auprès de l'AFSSAPS[237] de toute activité de fabrication, conditionnement ou importation de produits de tatouage (déclaration faite par le fabricant ou la personne pour le compte de qui les produits sont fabriqués ou par le responsable de la mise sur le marché de produits importés) ;

- les bonnes pratiques d'hygiène : le risque infectieux est réduit chez les tatoueurs modernes par un lavage des mains soigneux et au moyen d'un savon antiseptique (comme le ferait un chirurgien). De même le tatoueur devrait utiliser un masque et doit utiliser des gants stériles jetables, et un matériel à usage unique tant que possible. La stérilisation du reste de l'équipement (buses, aiguilles) après chaque utilisation, et la protection des plans de travail (par plastique à usage unique) sont également indispensables, de même que la protection des encres contre l'évaporation de l'alcool qu'elles contiennent et de contamination par des particules, par l'entreposage des matériels dans des tiroirs désinfectés par lampes UV, par le nettoyage régulier et adéquat du lieu de travail, filtration de l'air si nécessaire, etc. De la part du client, des mesures strictes d'hygiène et de soins dans la période suivant le tatouage devraient aussi permettre d'éviter une grande partie des infections ;

- certaines personnes ont une peau vulnérable (taches de rousseur, grains de beauté, verrues, lichen plan, acné, psoriasis, etc.) qui ne devrait pas être tatouée sans l'avis d'un dermatologue. De même, le tatouage est à éviter chez les personnes victimes de dermographisme ;

- il est prudent de se faire vacciner contre l'hépatite B et de faire un rappel du vaccin antitétanique avant un tatouage[5] ; De même les personnes allergiques peuvent se faire tester pour des allergènes susceptibles d'être trouvés dans les encres. En cas d'allergie au latex (de la part du tatoueur ou de la personne qu'il va tatouer), le tatoueur devrait porter des gants sans latex et résistant aux solvant des encres ;

- les encres contenant des produits toxiques devraient être évitées, et pourraient bientôt être interdites ; cela réduira la palette artistique des couleurs disponibles pour les artistes-tatoueurs, mais modérément puisqu'ils devraient encore disposer(en Europe et France) de « 27 colorants rouges, 13 blancs, 13 orange, 12 jaunes, 6 noirs, 3 violets et 3 bruns » autorisés. Le blanc, le noir, le gris, le vert et le bleu ne sont pas concernés par la nouvelle législation selon Le Figaro[238] ; 
En 2007, l'Académie française de médecine a recommandé une législation spécifique et plus claire à l'égard du piercing et du tatouage« responsabilité juridique (du tatoueur), le nécessaire contrôle par les autorités sanitaires ainsi que l’interdiction du don du sang au cours de l’année qui suit »[31] ;

- par précaution les tatouages utilisant des produits photolysables (jaune 74 par exemple[234]) ou photosensibilisants ne devraient pas être faits sur les parties du corps exposées au soleil ;

- les tatouages au henné noir, en raison d’un « risque accru de réactions cutanées graves » voire mortelles[239], et de l’induction d’allergie à différents produits (dont les teintures de vêtements[240]), sont à déconseiller aux enfants atopiques mais présentant une sensibilité à la rhinite ou  ayant déjà fait une dermatite atopique ;

- un meilleur suivi de la santé des personnes tatouées, pendant et après les tatouages ; par exemple une « anomalie de la peau » sur le tatouage (et parfois à distance de celui-ci) peut être le premier signe visible d'une sarcoïdose[241]. 
Comme pour le perçage, si le tatouage est relativement intime, discret ou caché ou de type cosmétique (faux sourcils), le patient devrait penser à signaler son existence à son médecin. Et inversement, le médecin devrait plus spontanément penser à demander à son patient s'il a été tatoué ou « détatoué » (À titre d'exemple, l'IRM peut déclencher des brûlures au niveau de tatouages faits avec des encres contenant des oxydes de fer, et chez une patiente de 70 ans portant des sourcils tatoués, et ayant développé une sarcoïdose cutanée et pulmonaire, la sarcoïdose cutanée a presque complètement disparu quand ses sourcils ont été traités au tacrolimus (pommade à 0,1 %) ; cette patiente toussait depuis 8 mois (toux chronique non productive) et souffrait depuis 3 ans d'une éruption érythémateuse autour des sourcils (tatoués) ; la biopsie de peau a montré des tubercules nus évoquant une sarcoïdose et la radiographie et une tomodensitométrie du thorax on montré la présence de multiples nodules pulmonaires avec adénopathies médiastinales et hilaires. Une biopsie transbronchique présentait aussi les caractères d'une sarcoïdose pulmonaire (qui n'avait été qu'améliorée et non guérie par l'administration (orale) de prednisone) ;

- par précaution, le don du sang est à éviter dans les 6 mois à un an suivant un tatouage ou retatouage ou détatouage. Ainsi, la Croix-Rouge américaine interdit à toute personne de participer à un don de sang durant 12 mois suivant un tatouage (FDA 2000), à moins que le tatouage ait été réalisé dans un cabinet sous licence au moyen d’une technique stérile respectant la réglementation de l'État[242], mais tous les États ne disposent pas de tels salons agréés. Dans ces États, un nouveau tatouage implique de ne pas participer à un don du sang dans les 12 mois qui suivent, même si les pratiques d'hygiène de l'officine respectent les normes normes les plus exigeantes. Au Royaume-Uni, il n’y a pas de certification officielle pour les tatoueurs, et les dons de sang sont interdits sans exception durant les six mois suivant tout tatouage[243] ;

- le détatouage laser ou à la lumière pulsée doivent être évités dans le cas de tatouages déjà enflammés avant le début du traitement, car le pigment dispersé lors de la photolyse peut étendre, perpétuer ou aggraver la réaction. « Même les pseudotatouages (pseudotattoos) qui ne colorent que la couche cornée sont souvent responsables de photoeczemas » rappellent les dermatologues Piérard-Franchimont et al. du CHU de Liège[244].

## Incertitudes et besoins de recherches
Elles concernent notamment :
- l'épidémiologie[245]. Les artistes, tatoueurs et perceurs exercent en effet en mode libéral et sous statut d'artisans ; « leur profession n’est pas réglementée. Il n’y a donc pas de données épidémiologiques nationales concernant leur nombre et leur activité »[246], notait en 2009 le Dr Anny Fetter[217] ;

- les molécules exogènes introduites dans le derme ; leur impact est encore mal compris[8] (or des phénols sont présents dans certaines encres noires[8] et on ignore le devenir exact à moyen et long termes des pigments qui disparaissent du tatouage au fur et à mesure que ses couleurs s'atténuent[8] ; question difficiles à résoudre avec le modèle animal, en raison du temps qu'il faudrait consacrer à ce type d'expérience) ;

- des pathologies rares : certaines ont été associées au tatouage mais sans mécanismes bien identifiés de cause à effet ; elles nécessitent des recherches plus approfondies (ex : Syndrome de Parsonage-Turner[247], pseudo-morphée[248]) ;

- le détatouage et ses incertitudes : des méthodes moins douloureuses et plus sûres ont fait l'objet de recherche sur le modèle animal (porcin)[249]. La théorie voudrait que des impulsions laser d'environ une nanoseconde seraient les plus efficaces. La puissance et longueur d'onde du laser doivent dans tous les cas aussi être adapté aux « caractéristiques d'absorbance » de chaque encre de tatouage. Des impulsions encore plus courtes seraient peut-être plus efficaces[250]. Les tatouages professionnels sont deux fois plus difficile à supprimer (deux fois plus de séances laser par tatouage) que les tatouages amateurs. Depuis les années 1990, les pigments rouge sont détruits avec succès par le laser, sans cicatrice ni changements pigmentaires durables, mais il faudrait encore aussi étudier le devenir et les effets des sous-produits (mercure notamment) alors libérés dans l'organisme, car le pigment granulaire est détruit par le laser[251], mais le mercure d'autres métaux toxiques qui le composent ne peuvent être détruits ; ils sont transformés en micro- ou nanoparticules et emporté par le système sanguin et lymphatique avec des effets toxicologiques qui ne semblent pas encore avoir été étudiés in vivo. Pour être correctement détruit par l'un des lasers Q-switch (longueurs d'onde de 510, 532, 694, 755, 1064 nm), chaque pigment organique ou métallique doit être attaqué par une longueur d'onde précise (adaptée au spectres d'absorption spécifique du colorant)[34], or de nombreux produits chimiques ont été utilisés comme colorant de tatouage, dont la nature chimique précise est souvent inconnue[34] du tatoué et du tatoueur lui-même. De plus la nature de ces produits (et peut-être leur pureté ou la taille des pigments) a évolué dans le temps[34]. C'est un des domaines qui peut encore être exploré par la recherche ; 
Dans quelques cas, lors de la destruction au laser d'un tatouage, des pigments riches en nitrates ou organométalliques peuvent s'enflammer dans la peau voire y créer des mini-explosions. Leur ignition peut en effet être déclenchée par le laser destiné à détruire le tatouage. Un tel phénomène a été observé dans deux cas : 1) cas de « tatouages accidentels » dus à l'insertion de poudre de fusil dans la peau lors d'un accident par explosion ou blessure par balle ; de telles poudres ne devraient  être traités au laser qu'avec précaution, car le laser provoque de petites explosions avec cavitations dans l'épiderme, et les « trous transépidermiques » ainsi formés laissent des cicatrices hypertrophiques, qui peuvent toutefois selon Weisel et Pillekamp (2011) éventuellement être à leur tour traitées (« Resurfaçage de la peau ») par un autre type de laser[252])[252],[253], et 2) aux États-Unis lors de la destruction au laser d'un  tatouage qui avait été réalisé avec des pigments colorés issu de poudre de feux d'artifice. Le laser a provoqué de petites explosions avec étincelles visibles à l'œil nu projetées au travers de la peau, lesquelles ont laissé des cicatrices de type varioliques[254] et lors du traitement d'un autre tatouage sur la face (où avec précaution et après essai sur une petite partie du tatouage, 75 % des pigments ont pu être détruits sans laisser de cicatrices[255]) ;

- Les nouvelles encres ?
  - Des travaux portent sur la production d'encres micro-encapsulées[256], qui pourraient plus facilement être détruites par le laser (la question du devenir des sous produits de destruction de l'encre se pose encore). 
Quels sont exactement les risques induits par les encres fluorescentes ? comment modéliser les effets à long terme de nouvelles molécules présentes dans les encres ?.
  - Le tatouage fluorescent ; invisible de jour, il se révèle sous la lumière UV des black lights. Il est interdit en France, mais de l'« encre phospho » est en vente sur le marché, dont sur Internet, sans informations sur les risques dermatologiques ou plus généraux pour la santé ;

- le statut des déchets produits par le tatoueur : les aiguilles usagées, gants, Serviettes en papier et films plastique et housses de protection, cotons tige et cotons de nettoyage, restes de produits de soins, etc. pourraient être assimilés à des déchets biomédicaux et de soins[257], car ils contiennent des restes biologiques (traces de lymphe et sang, source potentielle de contamination de l'environnement), et des produits chimiques (produits chlorés de désinfection et autres biocides et restes d'encres assimilables à des DTQD (déchets toxiques en quantité dispersées)...).

Le matériel à stériliser doit être prénettoyé immédiatement après usages (pour éviter la formation de biofilms et la présence de sang séché où des microbes peuvent survivre). Lors des opérations de nettoyage, le prérinçage et rincage des matériels se faisant généralement à l'eau courante, de faibles quantités de métaux toxiques sont envoyées vers l'égout et la station d'épuration. Des guides de bonnes pratiques ont été publiés, par exemple par l'État de l'Arizona qui a édicté une législation spécifique à cet égard

## Questions éthiques
Face à la personne qui considère de plus en plus que son corps lui appartient - comme dans le cas de la pratique du perçage - le médecin, comme le tatoueur doivent trouver à partir de quand et jusqu'où intervenir pour informer quant aux risques et dangers de ces opérations, quant à leur caractère quasi-irréversible et le cas échéant mettre en garde le futur tatoué, ou le tatoué souhaitant se faire retirer un tatouage, notamment quand la personne présente des vulnérabilités physiques, médicales ou sociopsychologiques.
Leur discours sur les risques et précautions à prendre devrait aussi tenir compte des motivations qui varient beaucoup selon l'âge et la personne désirant se faire tatouer.

### Illustrations médicales
- Effets adverses de tatouages sur la peau (Atlas de dermatologie)
- Allergie sur tatouage et coupe histologique de la lésion (Joel Cook, M.D., and John Metcalf, M.D. (), Tattoo Allergy ; N Engl J Med 2009; 361:e1July 2, 2009 DOI:10.1056/NEJMicm0706441)

### Outils de formation/pédagogie
- Présentation Les pratiques actuelles, quels risques infectieux, quelle prévention ?, par le Dr O. Rogeau du CHU de Chambéry (2013) ; Grenoble 2013-01-16 (PPT, 99 pages)

### Législation concernée (non exhaustif)
- Décret no 2008-149 du 19 février 2008 fixant les conditions d’hygiène et de salubrité relatives aux pratiques du tatouage
- Décret no 2008-210 du 3 mars 2008 fixant les règles de fabrication, de conditionnement et d’importation des produits de tatouage.
- Arrêté du 23 décembre 2008 fixant les modalités de déclaration des activités de tatouage par effraction cutanée, y compris de maquillage permanent et de perçage corporel
- Arrêté du 11 mars 2009 relatif aux bonnes pratiques d’hygiène et de salubrité pour la mise en œuvre des techniques de tatouage par effraction cutanée, y compris de maquillage permanent et de perçage corporel, à l’exception de la technique du pistolet perce-oreille
- Arrêté du 20 janvier 2010 (Code de la santé publique) modifiant l'arrêté du 12 décembre 2008 relatif à la formation des personnes qui mettent en œuvre les techniques de tatouage par effraction cutanée et de perçage corporel.

## Vidéographie
- (en) « Are tattoos safe in the EU ? (Les tatouages sont ils sûrs dans l'Union européenne ?) » (consulté le 28 septembre 2021)